# Das neue Leben (Roman)
Das neue Leben (türkischer Originaltitel: Yeni Hayat) ist ein 1994 erschienener Roman des türkischen Schriftstellers Orhan Pamuk. Sein Titel spielt auf Dantes gleichnamiges Werk (italienisch Vita Nova) an. Der 22 Jahre alte Osman, Bauingenieurstudent aus Istanbul, verspürt die lebensverändernde Kraft eines geheimnisvollen Buches und verliebt sich gleichzeitig in die schöne Canan. Auf der Suche nach der verschwundenen Geliebten und einem neuen Leben macht er sich zu einer abenteuerlichen Reise in den Osten der Türkei auf. Das neue Leben gilt als Pamuks literarisch bedeutendster Roman.

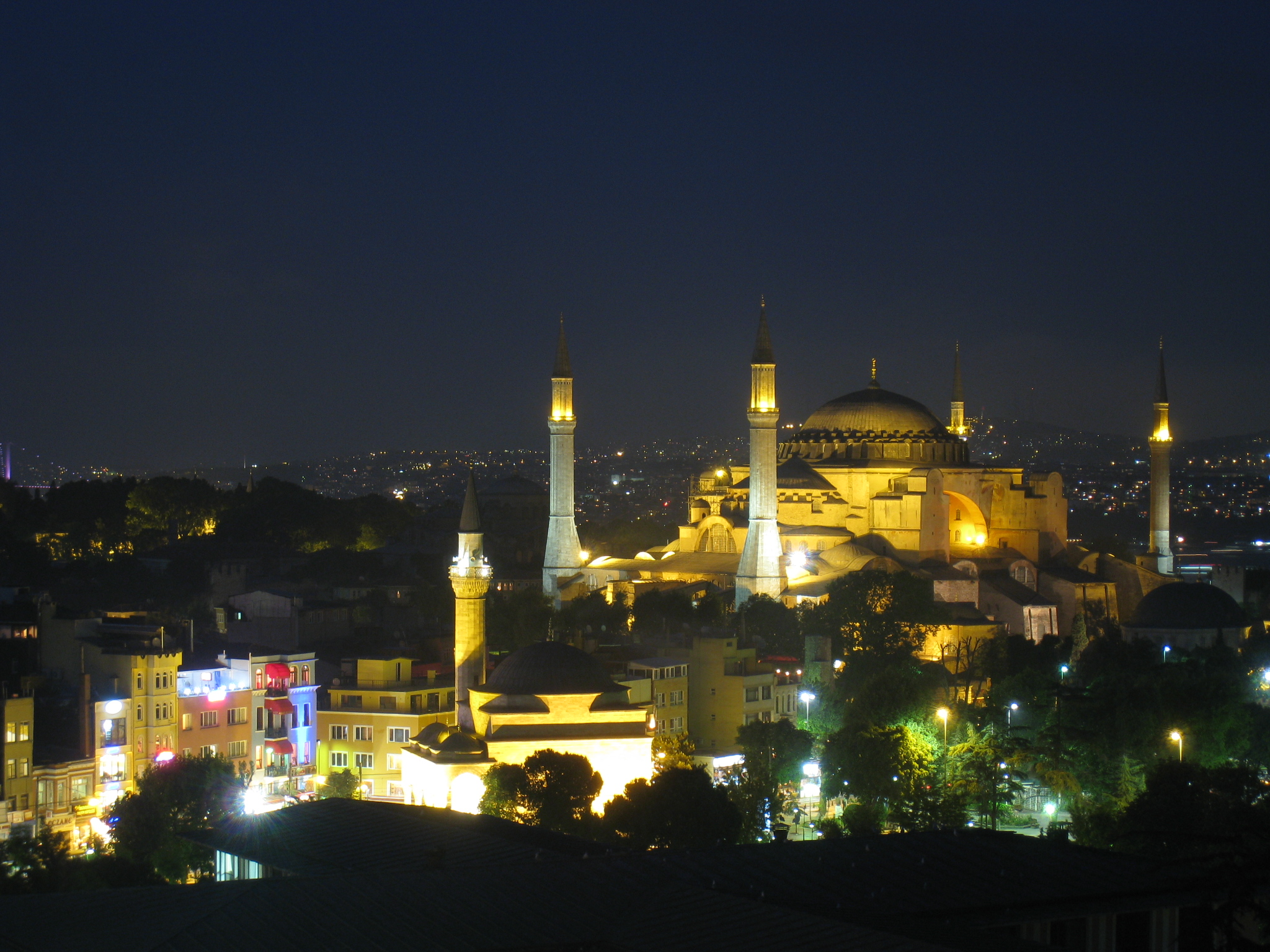
Die Hagia Sophia in Istanbul

## Handlungsverlauf
Osman erzählt seine Geschichte in 17 Kapiteln im Wesentlichen chronologisch mit vielen in Gespräche integrierten Rückblicken. Dadurch werden die Zusammenhänge sowie die Motive und Entwicklungen der Personen ergänzt und das Gesamtbild vervollständigt sich.
Ausgangspunkt der verschiedenen Reisen der Protagonisten ist Istanbul. Zu Beginn des Romans lebt der Erzähler mit seiner Mutter in Erenköy, einem Bezirk des Stadtteils Kadıköy an der Bosporus-Küste auf der asiatischen Seite, und studiert an der Fakultät für Bauingenieurwissenschaften. Sein Vater, Angestellter bei der staatlichen Eisenbahn, ist ein Jahr zuvor gestorben.

### Motto
»…die anderen haben ja das nämliche gehört,

und keinem ist so etwas begegnet.«

Novalis, Heinrich von Ofterdingen

### Das BuchDas neue Leben(Kapitel 1–3)

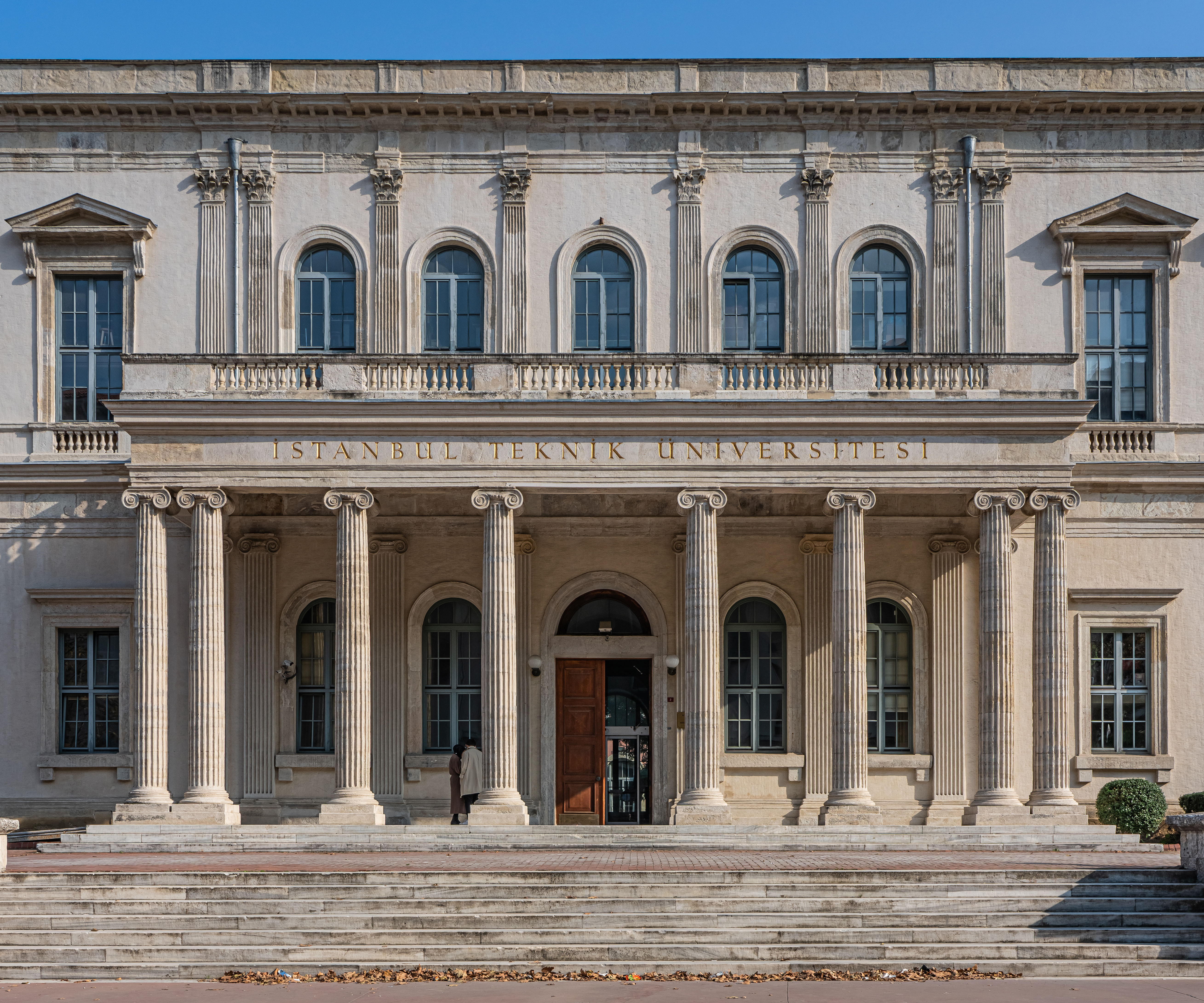
Osman lernt Canan und ihren Freund Mehmet an der Technischen Hochschule Taşkışla in Istanbul kennen. Hier sieht er zum ersten Mal das Buch und beginnt mit seiner Suche nach dem Sinn des Lebens, der zentralen Thematik von Pamuks Roman.

Osman hat das Buch zum ersten Mal in der Hand der Architekturstudentin Canan in der Cafeteria der Hochschule gesehen und dann an einem Straßenstand ein Exemplar gekauft. Nachdem er es zu Hause nachts immer wieder liest und es sogar abschreibt (Kap. 1), verändert sich zunehmend sein ganzes Leben.
Am nächsten Tag (Kap. 2) sucht der Erzähler nach der Kommilitonin, verliebt sich in sie und erzählt ihr von der Wirkung der Lektüre auf ihn. Er ist überzeugt, dass das Buch seine eigene Geschichte enthalte, dass es die darin offenbarte Welt wirklich gibt und dass Canan von dort herkommt. Er würde alles tun, auch sein Leben aufs Spiel setzen, um in dieses Reich zu gelangen. Das Mädchen küsst ihn als Lob für seinen Mut und bittet ihn, ihren Freund Mehmet von seinem Glauben zu überzeugen. Dies gelingt ihm jedoch nicht, da dessen Suche nach dem neuen Land auf seinen vielen Busreisen erfolglos geblieben ist. Die Geschichte sei, entgegnet er, nur literarische Fiktion. Er warnt ihn, die Leser ständen in Gefahr, umgebracht zu werden. Und in der Tat beobachtet Osman einige Stunden später, wie ein Mann auf Mehmet schießt und ihn verletzt, er verfolgt den Täter durch einen Park, verliert aber seine Spur. Bei seiner Rückkehr zum Tatort sind der Verletzte und eine Begleiterin, es ist seine Freundin, bereits in einem Taxi weggefahren. Er forscht ohne Erfolg in verschiedenen Kliniken nach dem Verbleib Mehmets. Auch Canan ist von diesem Tag an verschwunden. Von ihren Eltern erfährt der Erzähler, sie sei auf Reisen (Kap. 3).
Er hört nicht mehr seine Vorlesungen, wandert durch die Stadt und hofft auf die Rückkehr der Studentin. Schließlich fährt er mit Bussen, die er an den Bahnhöfen willkürlich wechselt, kreuz und quer durch das winterliche Anatolien, um sie zu suchen.

### Osmans Reise mit Canan (Kapitel 4–7)
Dieser Abschnitt des Romans erzählt die einseitige Liebesbeziehung Osmans und Canans. Während der Fahrten erlebt der Protagonist mehrmals bei Auffahrunfällen mit vielen Toten und Verletzten den Grenzbereich zwischen Leben und Tod, den er als Pforte in das neue Leben interpretiert. Deshalb sucht er solche Bus-Unfallorte auf und trifft am Salzsee bei Konya auf die verletzte Canan (Kap. 4). Nachdem ihre Stirn im Krankenhaus genäht ist, reisen sie gemeinsam, nach dem Zufallsprinzip die Busse wechselnd, betrachten Tag und Nacht durch die Fensterscheiben die vorbeigleitenden Landschafts- und Stadtbilder und schauen sich im Fernsehen amerikanische und türkische Filme an. Canan erzählt von Mehmet (Kap. 5), der aus seinem früheren Leben in einem großen Landhaus geflohen und auf der Suche nach dem Land seiner Träume durch die Türkei gefahren war. Nach einem Busunfall hatte er die Identität eines getöteten Jungen gleichen Alters aus Kayseri zum Untertauchen angenommen. Nachdem sie ihren Freund in Istanbul kennenlernte und mit ihm das Buch las, versuchte sie ihn zu einer gemeinsamen Reise ins neue Leben zu bewegen. Dieser erwiderte jedoch, dass im Land des Buches „Tod, Liebe und Schrecken in der Verkleidung verzweifelter Männer mit Waffen im Gürtel, gefrorener Miene und gebrochenem Herzen wie Gespenster ausweglos umherwandern und es sei falsch für ein Mädchen wie Canan, sich auch nur im Traum ein solches Land der Liebesleiden, der Hoffnungslosigkeit und der Mörder vorzustellen“. Auch der Autor des Buches sei ermordet worden. Mehmet verließ nach dem Attentat Istanbul, und sie ist jetzt auf der Suche nach ihm und der neuen Welt: „Die Liebe […] gibt dem Menschen ein Ziel, holt die Dinge des Lebens aus ihm heraus und führt ihn […] schließlich zum Geheimnis der Welt.“
Als der dritte Monat der Reise zu Ende geht (Kap. 6), hofft Osman durch die gemeinsamen Erlebnisse Canans Liebe zu gewinnen, doch sie wehrt seine Zärtlichkeiten ab und macht ihm ihre Bindung an Mehmet bewusst: „Du bist nicht er.“ Nach dem Zusammenstoß mit einem anderen Bus erfahren sie von der schwer verletzten Efsun Kara deren Geschichte. Sie und ihr beim Unfall getöteter Mann Ali wurden durch das Buch zu einer Suchreise inspiriert und schlossen sich dann desillusioniert der Bewegung Dr. Narins an, der in der Verführung junger Menschen durch die Idee des neuen Lebens eine große Gefahr für die traditionellen Werte der Türkei sieht. Er hat sich zum Ziel gesetzt, Leser mit Hilfe eines Agentennetzes aufzuspüren, zu überwachen und zu erschießen. Osman und Canan spielen nun die Rollen des Paares und reisen zu einer Versammlung der Vertreter mit gebrochenem Herzen nach Güdül. Dort (Kap. 7) nehmen sie an der Eröffnung der Veranstaltung in der Kenan-Evren-Oberschule teil, wo Schüler neue türkische Erfindungen präsentieren. Anschließend erzählen die Vertreter in einem Lokal ihre Erlebnisse und tauschen ihre Meinungen über Narin aus. Osman interessiert sich für diese enttäuschten Menschen, denn er ist skeptisch, ob er sein Ziel, mit Canans Liebe ein neues Leben zu beginnen, jemals erreichen wird. Als er nachts nochmal ausgeht, führen ihn die „Verschwörer der Nacht“ in ein Lokal, wo er zwischen Traum und Realität surreale Gespräche führt. Am nächsten Morgen bringt sie ein 61er Chevrolet zu Narins Anwesen.

### Zu Besuch bei Dr. Narin (Kapitel 8–11)
Während des Landaufenthalts der Protagonisten wird der Hintergrund der Nahit-Mehmet-Geschichte sowie der Zusammenhang mit dem Agenten-Terrornetz des Vaters erklärt.
Narin arbeitete zuerst als Jurist und eröffnete nach der Erbschaft der väterlichen Ländereien in der Kleinstadt ein Geschäft für türkische Waren. Zusammen mit seiner Frau und seinen drei Töchtern, den Rosenmädchen Gülizar, Gülendam, Gülcihan, bewohnt er ein großes Landhaus (Kap. 8). Den Sohn Nahit identifiziert Canan auf einer Fotografie als Mehmet. Auf einem Spaziergang mit Osman über die Felder (Kap. 9) erzählt Dr. Narin von seinem hochbegabten Jungen, der sich plötzlich nach der Lektüre eines Buches von ihm abgewandt, die traditionelle, am Koran ausgerichtete Orientierung verloren, seine Heimat verlassen habe und bei einem Verkehrsunfall ums Leben gekommen sei. Als Ursache sieht der Vater eine „große Verschwörung [aus dem Westen], gegen ihn selbst, seine Denkweise, […] gegen alles, was für dieses Land lebenswichtig sei.“ Deshalb habe er Nahit und andere Gleichgesinnte überwachen lassen. Die Berichte der Agenten gibt er Osman, dem er die Stelle seines Sohnes und Nachfolgers anvertrauen möchte, zu lesen (Kap. 10). So erfährt dieser von den Unternehmungen des Studenten der Medizin in Istanbul, u. a. seine Treffen mit dem Autor des Buches, Osmans Onkel Rıfkı, der bald daraufhin ermordet wurde. Danach begann Nahit seine Omnibusreise durch die Türkei. Verschiedene Agenten folgten ihm, verloren aber seine Spur. Bei einem Busunfall wurde sein Ausweis bei einer verkohlten Leiche entdeckt, die Dr. Narin beisetzen ließ. Dieser intensivierte nun seinen Kampf gegen die Große Verschwörung mit Hilfe von Vertretern mit gebrochenen Herzen, die sich als Opfer der internationalen Konkurrenz fühlen, erweiterte das Agentennetz, um die Leser gefährlicher Bücher zu töten.
In einem weiteren Gespräch (Kap. 10) stellt der Gastgeber seine Uhrenphilosophie vor: Die Uhr gebe keine Zeitintervalle der westlichen Welt an, sondern weise als Instrument des Gebets den Weg zu Allahs Reich. Nach dem vermeintlichen Tod des Sohnes setzte Narin deshalb neue Uhrenagenten zur Beobachtung aller Buchfreunde ein.
Osman erfährt aus den Dokumenten auch Mehmets und Canans Liebesbeziehung (Kap. 10) bis zu den Schüssen des Agenten Seiko und ihr Lockspiel mit ihm: Die beiden setzten den Erzähler gezielt auf das Buch an. Osman gesteht sich nun ein, „dass [er] das Buch als ein Hilfsmittel gekauft und gelesen hatte, um [sich] dadurch dem schönen Mädchen nähern zu können.“ und dass „[d]er Zufall, den [er] für das Leben selbst hielt, dem [er] beglückt und von Liebe entgegenging, […] also ganz allein die Inszenierung eines anderen [war]“ Er fühlt sich als „der betrogene Held“, der erkannt hat, dass „das Licht des Buches, das die Menschen inspiriert, […] ihre Augen auf tödliche Weise [blendet]“, wie er Canan vor seinem Abschied erklärt. Er stellt aus den Agentenberichten eine Mehmet-Liste zusammen, lässt sich aus der Waffensammlung des Gastgebers eine „Walther […] mit zwei vollen Magazinen“ schenken, um „[d]as Gespenst eines Dritten“ im Leben der Geliebten auszulöschen und sie für sich allein zu haben. Da Canan an einer schweren Grippe erkrankt ist und sich eine Woche erholen soll, will Osman diese Zeitspanne nutzen, um seinen Rivalen zu suchen und zu töten.

### Die Ermordung von Canans Geliebtem (Kapitel 12–13)
Auf seiner Reise begegnet der Protagonist vielen Mehmets. Zwei davon haben unterschiedliche Lösungen gefunden, die Phantasiewelt mit ihrem Alltag zu verbinden:
In Samsun (Kap. 12) hat ein junger Arzt, mit dem Canan nach Deutschland gehen wird, das Buch „im Gegensatz zu Menschen wie mir [Osman], deren Leben dadurch auf die schiefe Bahn geglitten war, auf eine andere, gesunde und sinnvolle Weise seinem Verdauungssystem einverleibt […] und [konnte] in Frieden und Leidenschaften damit leben.“. In einer Synthese erfasst dieser Mehmet, wie nach einem „Rezept zum Glücklichsein“, die Existenz des Engels „verstandesmäßig“ und glaubt „von Herzen“ daran, dass er eines Tages „mit ihm gemeinsam zum Himmel des neuen Lebens aufsteigen würde und dass es für ihn zum Beispiel möglich sein könnte, in Deutschland eine Arbeit zu finden.“. Osman jedoch verabschiedet sich von ihm als der „unheilbar Kranke[]“.
In Viranbağ entdeckt er zwischen dem Zirkuspublikum Canans Geliebten. Während des dreitägigen Aufenthalts in der Stadt (Kap 13) führen sie verschiedene Gespräche. Nahir-Mehmet nennt sich jetzt Osman und hat sein neues Leben im Tagesablauf diszipliniert organisiert: Im Unterschied zur Synthese des Arztes steht dabei die Phantasiewelt im Mittelpunkt, denn er schreibt das Buch morgens und nachmittags immer wieder „fühlend und verstehend“ ab und lebt vom Verkauf der Kopien. Abends geht er aus und sucht die Geselligkeit. So hat ihm „[d]as von ihm erreichte friedliche Gleichgewicht […] eine unendliche, eine immerwährende Zeitspanne geschenkt.“. Er berichtet dem Erzähler, er selbst habe bereits nach seiner ersten Reise, im Unterschied zu Canan, nicht mehr daran geglaubt, „das jenseits der Wörter liegende Land außerhalb des Geschriebenen“ zu finden, und deshalb seine Freundin verlassen. Es ist seiner Meinung nach sinnlos, „zum Ursprung aller Dinge, zu ersten Ursache, zur Wurzel vordringen“ zu wollen. „Ein gutes Buch [sei] ein Schriftstück, das nicht vorhandene Dinge, eine Art Abwesenheit, eine Art Tod beschreibt.“. Sein Bekenntnis klingt wie eine Vorausschau auf das Ende von Osmans Leben: Er selbst sei „dem im Buch erwähnten Engel nie begegnet. […] Vielleicht [vermöge] ihn der Mensch im Sterben vor dem Fenster eines Omnibusses zu erkennen.“. Aus „Eifersucht“ und dem „Wunsch, Böses zu tun“ erschießt der Erzähler ihn, während der Vorführung des Filmes Endlose Nächte, zu den Worten: „Da findet ihr jemanden wie mich, gebt ihm ein Buch zu lesen, und dann lasst ihr zu, dass sein Leben aus dem Gleis gerät.“.

### Osmans Leben in Istanbul (Kapitel 14–15)
Als Osman zu Narin zurückkehrt, ist Canan bereits nach Istanbul gefahren. Dort sucht er erfolglos nach ihr (Kap. 14). Dann studiert er wieder und leistet anschließend seinen Militärdienst. Er liest nun wiederholt das Buch, sucht auf Busfahrten nach der Geliebten, auch später nach seiner Heirat, bis er erfährt, dass sie mit einem Arzt aus Samsun in Deutschland lebt. Er arbeitet bei der Stadtverwaltung und lebt mit Frau und Tochter in der Wohnung seiner verstorbenen Mutter. Bei einem Besuch erzählt ihm seine Tante Ratibe Hat, wie ihr Mann zum Schreiben des Buches kam, nachdem der Hauptinspektor der Staatlichen Eisenbahnen und Hobbyschriftsteller durch Bildergeschichten »Der neuen Tag – Kinderabenteuer« Pertev und Peter oder Kamer in Amerika bekannt geworden war. Osman leiht sich 23 Bücher seines Onkels Rıfkı aus und entdeckt darin viele Textstellen, die er als Vorlagen für seinen Roman benutzte.

### Der Engel (Kapitel 16–17)
Bei seinen Recherchen konzentriert sich Osman zunehmend auf das Engelmotiv (Kap. 16): In der Bonbonniere, die ihm Tante Ratibe beim Besuch geschenkt hat, entdeckt er sieben Karamelbonbons der Marke Neues Leben, wie er sie in seiner Kindheit gegessen hat, mit einem Markenzeichen-Engel auf dem Papier. Er überlegt: Wenn das Leben „nicht nur eine Kette von gnadenlosen Absurditäten ohne jede Logik“ war, musste das Auftauchen der Engel in seinem Leben nach einem Plan seines Onkels erfolgen. Diesen „Schlüssel zu den Geheimnissen [seines] Lebens“ will er finden, indem er den Gründer der Engel-Zuckerwaren Fabrik, Herrn Süreyya nach der Herkunft des Bildes befragt. So reist er mit dem Bus durch viele ihm von den früheren Fahrten her bekannte Städte und Dörfer, die inzwischen durch standardisierte Modernisierungen ihr traditionelles Aussehen verloren haben, zu den im Laufe der Zeit mehrmals verlegten Fabrikstandorten.
Nach vielen Stationen findet er schließlich den Schöpfer der Bonbons in der Lichthügelstraße in Sonpazar (Kap. 17). Dieser erzählt ihm viele Geschichten, u. a. vom Verfall der Organisation Naris. Dessen Fehler sei „der Glaube an die Gegenstände und die Annahme gewesen, man könne den Verlust ihrer Seele verhindern, indem man sie aufbewahre.“. Die Erklärung des Engelsbildes endet allerdings für den Protagonisten mit einer Enttäuschung: Das Firmenlogo sei inspiriert von Marlene Dietrichs Rolle als Prostituierte im Film Der blaue Engel.
Auf der nächtlichen Rückreise nach Istanbul zu seinem beabsichtigten neuen Leben mit Frau und Tochter meint Osman, einen Lichtengel durch die Vorderscheibe zu erblicken, doch es sind die Scheinwerfer eines entgegenkommenden Lasters auf der Überholspur, kurz vor dem Zusammenstoß mit dem Bus.

## Analyse

### Ein Buch, das das Leben verändert

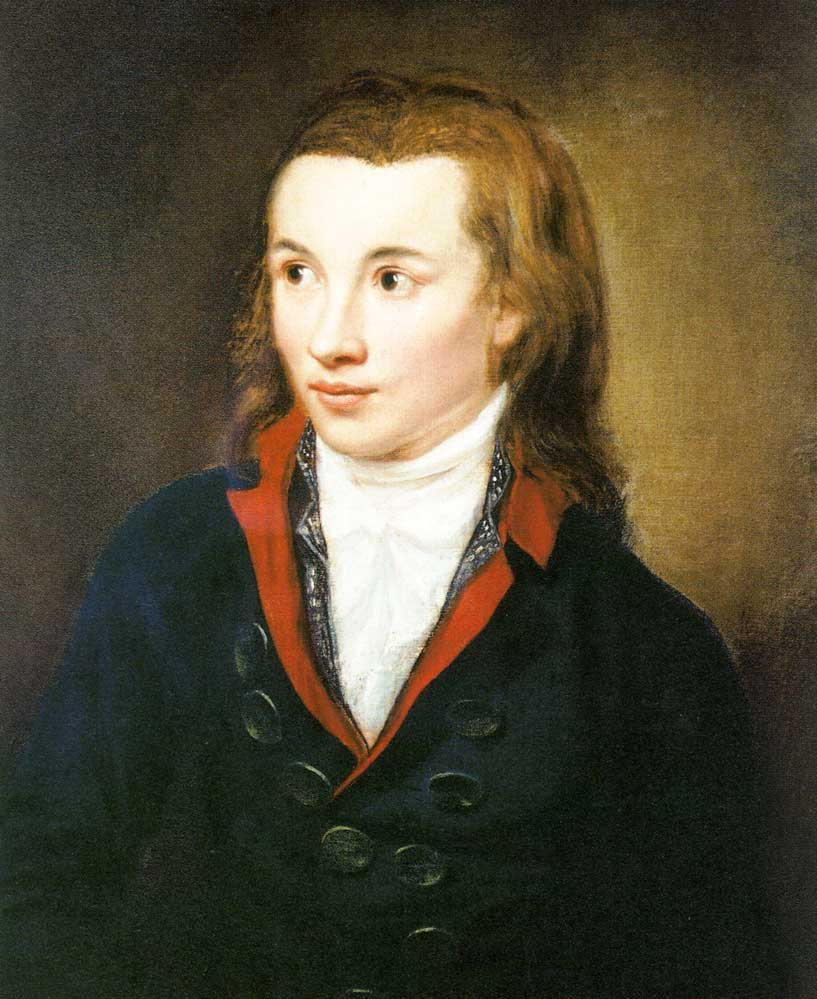
Novalis

Der Roman beginnt mit dem Satz: „Eines Tages las ich ein Buch, und mein ganzes Leben veränderte sich.“ (9)
„So alt wirkt dieser Satz, so abgenutzt, so heruntergekommen auf seinem langen Weg von Augustinus über Novalis bis zu Michael Ende, daß man ihm bestenfalls etwas sinnlos Bemühtes und Spielerisches zutraut. Doch in diesem Werk ist alles anders. «Das neue Leben», der jüngste Roman des türkischen Schriftstellers Orhan Pamuk, mag sich nicht an die Tatsachen halten. Aber er erzählt lauter Wahrheiten.“
Osman, der Held und Erzähler des Romans, verspürt die lebensverändernde Kraft des geheimnisvollen Buches wie Dante die erste Begegnung mit Beatrice, der Liebe seines Lebens. Ein „Licht“ strömt Osman aus dem Buch entgegen, das ihn „neu und anders“ werden lässt. Über den Titel des Buches, der identisch mit dem des Pamuk-Romans „Das neue Leben“ lautet, und seinen Inhalt erfährt man zunächst nichts. Dargestellt wird ausschließlich seine starke Wirkung auf den Erzähler.
„Osman’s first reading of the book is at once an experience of enlightenment and revelation. It is a visceral experience: he feels his »body dissociating«; he admits that he feels »its influence not only on my soul but on every aspect of my identity.«“
(„Als Osman das Buch zum ersten Mal liest, ist es zugleich eine Erleuchtung und Offenbarung. Es ist eine Erfahrung, die bis ins Mark geht: er fühlt, wie sein »Körper sich loslöst«: er bekennt, dass er den Einfluss des Buches »nicht nur auf seine Seele, sondern auf jeden Aspekt seiner Identität spürt.«“)
B. Venkat Mani vergleicht den Erzähleingang des Romans mit dem Kaninchenbau als Zugang zur anderen Welt in Alice im Wunderland. Das Buch erfasst Osmans gesamte Existenz, seine körperliche und geistige Identität, zeigt ihm schemenhaft die Idee eines ganz anderen Lebens und löst gleichzeitig Ängste aus. Wie in Novalis’ Heinrich von Ofterdingen sind es die Erzählungen eines rätselhaften Fremden, die im Helden der Geschichte Visionen eines neuen Lebens, den Traum von der blauen Blume entstehen lassen.
„Ein Novalis-Wort als Motto seines Romans belegt Pamuks sehr bewußten Umgang mit Einflüssen der deutschen Romantik: «Ich kam von Poe über Coleridge zu deutschen Romantik. Es geht mir darum, daß an irgendeinem Ort ein wirkliches Leben existiert, daß also unser Leben vielleicht nur ein Schatten jenes Lebens ist, daß wir exiliert sind, weit entfernt von dem, was wesentlich und wirklich ist. Das ist es, was ich den Romantikern verdanke. Daß Träume, Opium und Dichtung Versuche sind, sich dem Wesentlichen zu nähern. Und daß wir trotzdem wissen, daß wir nicht am wirklichen Ort sind.»“
Osman wird das geheimnisvolle Buch zum Wegweiser in die andere, wahre Welt. „Unterdessen lag das Buch auf dem Tisch und sprühte mir sein Licht ins Gesicht …“ (10) Das Licht ist eines der zentralen Symbole des Romans, das Licht der Fernseher in ihrer verschiedenen Farbigkeit, das kalte, strahlende Licht des Winters, das Leuchten Canans, der Geliebten, die Lampe, die das Buch bescheint, die Lichter Istanbuls, das „Todeslicht“ der entgegenkommenden Lastwagen, das den Erzähler am Ende in den Tod reißt.
Orhan Pamuk hat die Bedeutung von Büchern für seine eigene Jugend stets hervorgehoben. Bücher seien für ihn immer noch Werkzeuge zur Vorbereitung auf das Leben im Sinne der Aufklärung. Zum Teil führt Pamuk seine Faszination für bedrucktes Papier auf die Knappheit von Literatur in der Türkei seiner Jugend zurück, in der es keine großen Bibliotheken gegeben habe, keinen Zugriff auf fremdsprachige Literatur. Als junger Mann beginnt Pamuk, eine Bibliothek zusammenzukaufen, ein wildes Sammelsurium von Klassikern mit Einfluss auf die türkische Kultur, Kompendien längst vergessener Künstler, zweifelhafte Verschwörungstheorien, Dutzende von Bänden, verfasst von türkischen Intellektuellen im Gefängnis. Er vergleicht seinen tiefen Glauben an die Bücher mit Sartres Autodidakten aus „La nausée“, der sich systematisch von A bis Z durch eine Kleinstadtbibliothek wühlt, und mit Peter Kien, dem Helden von Elias Canettis „Die Blendung“, dessen Weltverlorenheit schließlich zur Selbstverbrennung in seiner Bibliothek führt. Pamuk sammelt seltsame Lokalgeschichten, verfasst von pensionierten Lehrern, wütende Geschichtswerke aus den 70ern, die Gründe für Armut und Rückständigkeit der Türkei suchen, militärgeschichtliche Werke über die letzten Niederlagen der Osmanen, die wenigen Romane aus der Türkei, immer auf der Suche nach der Komik und Tragik des Lebens in der Türkei.

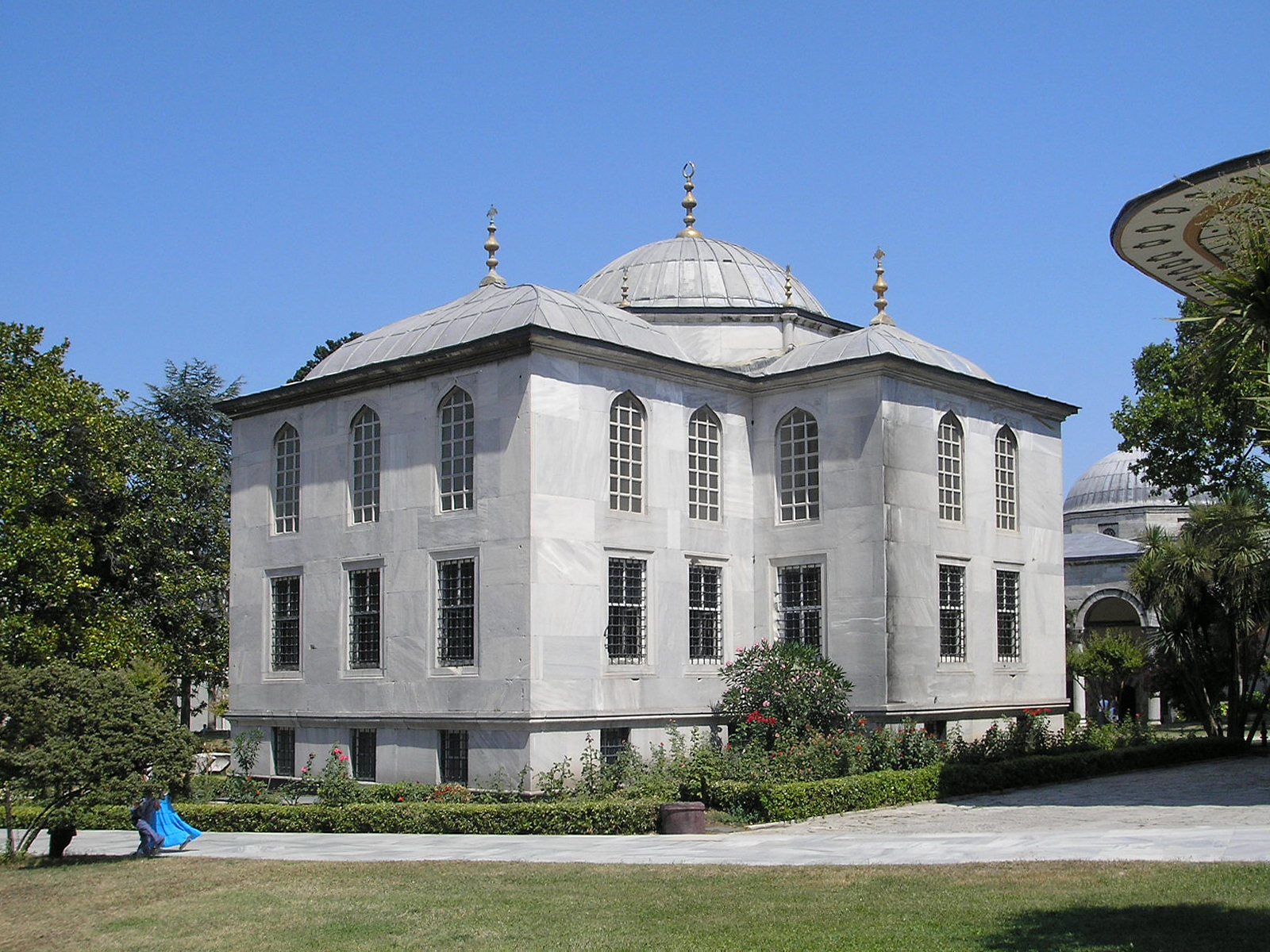
Enderûn-Bibliothek (Enderûn Kütüphanesi) im Topkapı-Palast

Bei aller Distanz und Ironisierung ist Pamuk ein Mensch, der aus Büchern lebt und hofft, selbst in schwachen Werken Wahrheiten zu entdecken. Insofern ist das Licht, das im Neuen Leben aus dem Buch strahlt, zunächst als aufklärerisches Leuchten zu verstehen. Zugleich aber ist das Symbol des Lichts in Pamuks Roman vielfältig zu deuten. Während sich die Eindeutigkeit des Gemeinten immer mehr auflöst, beginnen die verschiedenen Lichter aufeinander zu verweisen. Das strahlend weiße, kalte Licht des Winters, der das Sehen fast unmöglich macht, verweist auf das Licht des Buches, das blendet und erleuchtet zugleich. Der Fernseher ist zugleich eine magische „Lampe“, „ein Gott“ (16). Es entsteht eine eigene Welt der Zeichen, deren Bedeutung weniger durch die Bezeichnungsfunktion als durch die Beziehung der Zeichen zueinander und die jeweilige Interpretation bestimmt ist.
Pamuk ist zugleich fasziniert von diesem Spiel, kennt aber auch seine Gefahren und Abgründe. „Die Türkei … ist ein Land, in dem sich allgemeine, fertige Theorien, paranoide Ideen sowie die Wahnvorstellung, dass alles mit allem zusammenhänge, eingenistet haben.“
Die Dinge werden zu Zeichen, das Rasierwasser wird zum Symbol einer Geheimorganisation, eine Bonbonmarke steht für die traditionelle Variante des neuen Lebens. Pamuk knüpft hier an Vorstellungen der deutschen Romantiker an, die in der Natur und den Gegenständen Zeichen für die wahre, poetische Welt entdecken wollten. So liegt in der romantischen Vorstellung der Weg zur Überschreitung des Alltags in diesem selbst verborgen, erweisen sich die Gegenstände dem Erleuchteten als Verweise auf die universelle Transzendenz. Die blaue Blume, die große Liebe, das andere Leben, die Poesie, leuchten im Alltag auf, wenn man den Weg zu ihnen findet.
„Ich hörte einst von alten Zeiten reden; wie da die Tiere und Bäume und Felsen mit den Menschen gesprochen hätten. Mir ist gerade so, als wollten sie augenblicklich anfangen, und als könnte ich ihnen ansehen, was sie mir sagen wollten.“
„Also schienen auch die Dinge eine Sprache zu besitzen, und dank der vorübergehenden Lautlosigkeit, in die mich das Buch hineingezogen hatte, begann ich jetzt, diese Sprache zumindest ein wenig zu verstehen.“ (Orhan Pamuk, Das neue Leben)

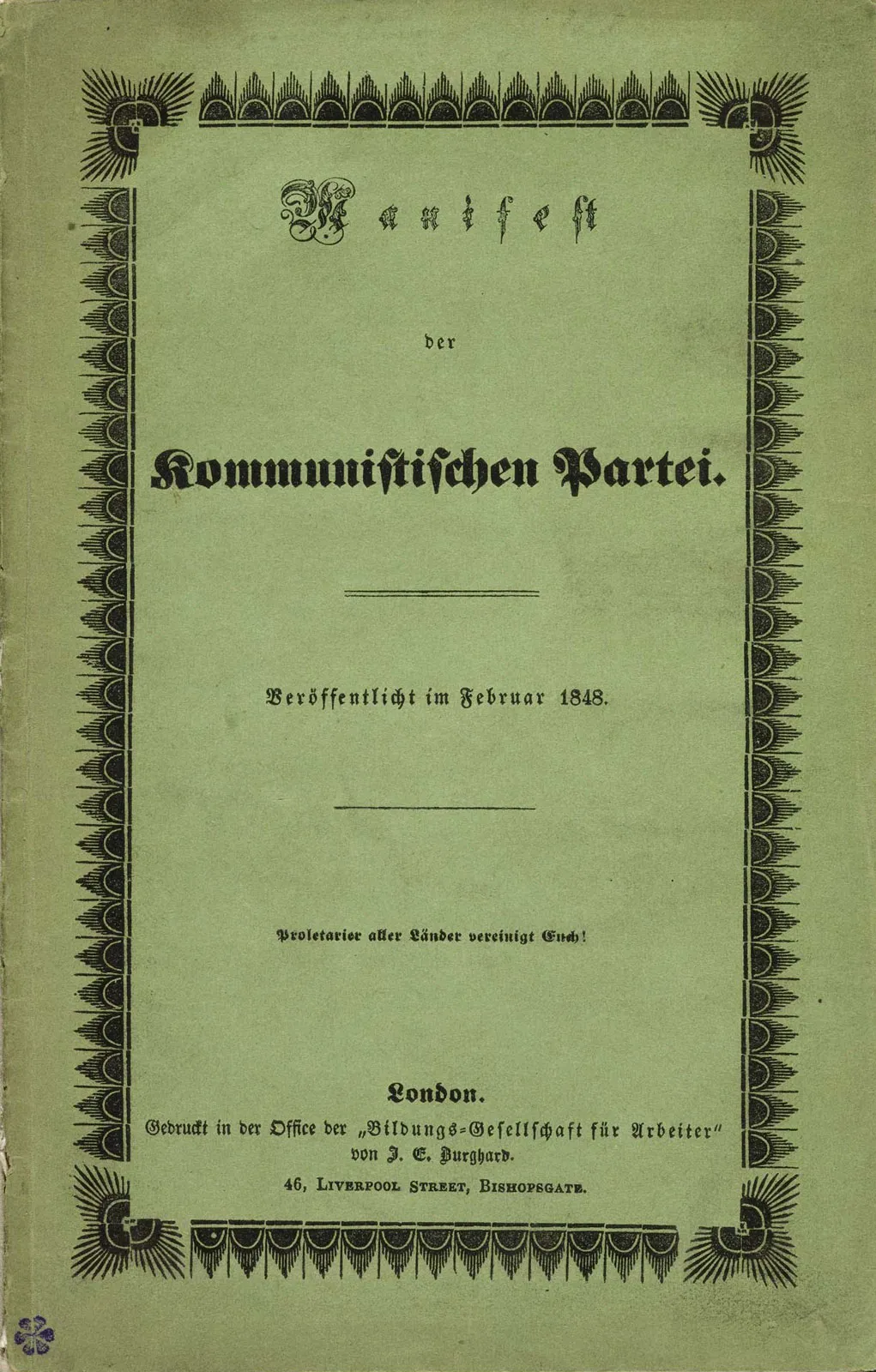
Das Kommunistische Manifest

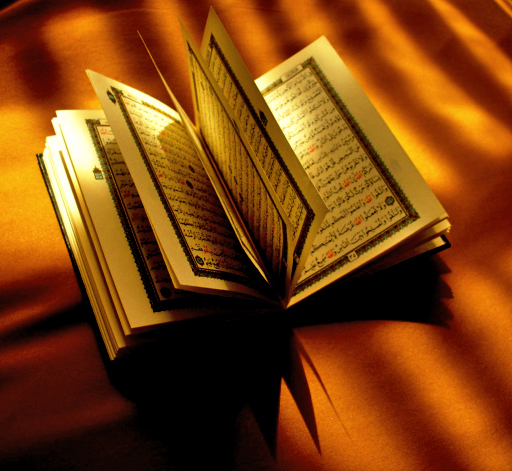
Geöffneter Koran

Die Grenze zu einem anderen, neuen Leben zu überschreiten erweist sich jedoch als schwer, geht mit Todesgefahr und Realitätsverlust einher, Osman spürt sie von Anfang an bei der Lektüre des Buches, die „Begegnung mit seinem eigenen unausweichlichen Tod“. Erscheint die Faszination Osmans für das geheimnisvolle Buch zunächst als mystische Romantik, koppelt Pamuk die Erlebnisse seines Helden an die Realität der Türkei. Ob Grundsätze marxistischer Philosophie, esoterische Texte oder islamistische Erbauungsliteratur, die Zahl der jungen Menschen, die glauben, in einer Idee, einem Buch den Schlüssel zu einem neuen Leben gefunden zu haben, ist groß.
„Doch ich fürchtete mich.

Warum?

Weil ich von dem gehört hatte, was andere durchmachen mußten, nachdem sie wie ich ein Buch gelesen hatten und ihnen ihr Leben entglitten war. Mir waren Geschichten von Leuten bekannt, die in einer Nacht Die Grundsätze der Philosophie gelesen, jedes Wort darin für richtig befunden und sich am nächsten Tag der Neuen Avantgarde der revolutionären Proletarier angeschlossen hatten, drei Tage später bei einem Bankraub erwischt worden waren und für zehn Jahre einsaßen. Ich kannte auch andere Leute, die nach einer Lektüre wie Der Islam und die neue Moral oder Der Verrat der Verwestlichung eines Nachts von der Kneipe zur Moschee gegangen waren und auf den eiskalten Teppichen, umweht von Rosenwasserdüften, begonnen hatten, geduldig auf ihren in fünfzig Jahren fälligen Tod zu warten. Und wieder andere kannte ich, die sich von Büchern wie Die Freiheit der Liebe oder Ich erkannte mich selbst hatten mitreißen lassen. Diese gehörten zwar vorwiegend zu den Menschen, die an die Sterne glaubten, aber auch sie erklärten voller Überzeugung: ‚Dieses Buch hat in einer einzigen Nacht mein ganzes Leben verändert!‘“ (21)
Das geheimnisvolle Buch kann also für jede gedruckte Form großer Ideen stehen, die den Anspruch erheben, die Welt und das Leben zu verändern. Solche Werke erreichen und verführen junge Menschen, die unzufrieden sind, romantische Träume von einem neuen und anderen, einem wahren Leben pflegen. Dabei lassen sie ihre bisherigen Pläne, ihre Freunde und ihren Alltag hinter sich, um sich ganz den neuentdeckten großen Zielen zu widmen. Dabei nehmen sind sie bereit, ihr eigenes Leben zu opfern. „Aus dem Buch, aus den Büchern sickerte der Tod in das Leben.“ (207) Pamuk sieht in der Türkei spezifische Anknüpfungspunkte für einen solchen tödlichen Glauben an Bücher.
„Orhan Pamuks Roman, der in der Türkei ein beispielloser Publikumserfolg war, erhebt Anspruch, eine komplexe Parabel der heutigen Türkei zu liefern, ihrer kulturellen Traditionen und Konstruktionen, ihrer politischen Spannungen und Gegensätze und vor allem einer spezifisch türkischen Spielart des Verfolgungswahns: »Die türkische Paranoia ist ein allgemein akzeptierter kultureller Reflex«, so Orhan Pamuk. »Es ist die politische Sprache, die Regierung und Schule verwenden. Sie malt ein krudes positivistisches Bild der Welt; sie ist eine politische Märchen-Variante des französischen Positivismus, der die ganze Bevölkerung anhängt und die vom Staat und vom Fernsehen propagiert wird. Die Botschaft lautet: jeder ist unser Feind, alle haben sich gegen unser Vaterland verschworen. Es gibt Institutionen, Personen, Gruppen, die gegen uns, die heilige türkische Nation konspirieren. Man findet diese Sichtweise überall im Alltag. Türkische Paranoia meint also eine Kette von Verschwörungen, in die wir glauben, verstrickt zu sein.«“
Durch das Buch gerät Pamuks Held Osman auf die Spur einer Reihe von Verschwörungen, und so komisch und abstrus sie zum Teil erscheinen, sind sie doch gefährlich und rücksichtslos. Dr. Narin heißt im Roman der Kopf einer Organisation, die alles Westliche und alle Modernisierungen bekämpft. Das geheimnisvolle Buch erscheint Narin als Manifestation dieser Ideen und er will dessen Leser ebenso bekämpfen wie Coca-Cola-Trinker und andere Gegner der Tradition. Dass dabei einem einzelnen Buch eine derartige Bedeutung beigemessen wird, ist nach Pamuk ein Spezifikum der Türkei:
»Ich komme aus einer Kultur, in der das Lesen von Büchern nicht sehr weit verbreitet ist«, erzählt Pamuk. „Wenn die Leute Bücher lesen, dann auf eine merkwürdige Weise, die ich manchmal als den »Dritte-Welt-Weg des Lesens« bezeichne. Sie tauchen in ein Buch mit der Erwartung ein, die ganze Welt müßte sich ändern. Man liest also nicht, um sich zu entspannen, so wie man vielleicht ins Kino geht. Lesen ist eine radikale Sache, die mit einer anonymen, messianischen Vision verbunden ist. Auf diese Weise lasen in meiner Jugend die Studenten marxistische Bücher; und so lesen manche Fundamentalisten religiöse Pamphlete. Sie setzen sich der Welt eines Buches aus und damit muß sich alles ändern. Worauf es also ankommt, ist nicht das Buch selbst, sondern eine Tendenz, in jedem Text etwas zu entdecken, das unsere Sicht auf das Leben vollständig transzendieren wird.“
Orhan Pamuks Roman ist aber nicht nur ein Buch über wirkungsmächtige Bücher, sondern verkörpert auch selbst das Genre geheimnisvoller Bücher, das es zugleich demaskieren will. Offensichtlich ist die Offenheit für Interpretationen ein Merkmal solcher Bücher. Sie müssen sich als Projektionsfläche für die Wünsche und Träume ihrer Leser eignen. Offensichtlich müssen sie eine Art von Heilsversprechen enthalten, verbunden mit tödlichen Gefahren, die man auf sich nehmen muss, um es zu erlangen.
»Es gibt viele, die das Buch lesen, und alle beeilen sich, irgendwohin zu gelangen … Alles ist sehr chaotisch, und das Licht des Buches, das die Menschen inspiriert, blendet ihre Augen auf tödliche Weise. Wie erstaunlich doch das Leben ist!«
[…]
»Wer ist der Engel?« fragte sie.
»Er hat offensichtlich etwas mit dem Buch zu tun. Das wissen nicht nur wir. Auch andere sind ihm auf der Spur« sagte ich.
»Wem erscheint er?«
»Denen, die an das Buch glauben, die es aufmerksam lesen.«
»Und dann?«
»Wenn du das Buch wieder und wieder liest, wirst du er. Wenn du eines Morgens aufstehst, werden die Leute dich anschauen und sagen, meine Güte, werden sie sagen, das Mädchen ist in dem Lichtstrom aus dem Buch zum Engel geworden! Das heißt, der Engel war ein Mädchen. Später fragst du dich, wie so ein Engel andere in die Falle locken kann! Können denn Engel böse Spiele spielen?« (205 f.)
Ian Almond sieht in seiner Untersuchung zu Orhan Pamuks postmodernem Schreiben eine Quelle der Melancholie seiner Helden in der Sucht nach Bedeutung, erklärt die hermeneutische Interpretationswut als Ausdruck ihres Unglücklichseins. Sie seien unfähig, die Dinge so zu nehmen, wie sie sind. Die Unfähigkeit, ohne große Ideen auszukommen, sei nach Pamuk das Werk gebrochener Männer, die nun im Koran oder anderswo nach der geheimen Bedeutung der Dinge suchten.
„This idea of basing one’s life on the wishful and passionate misreading of texts occurs again in The new Life, where Osman finally discovers the comic books and sweet wrappers contain no hidden clues, mystically leading to a ‚new‘ reality, but are nothing more than comic books and sweet wrappers. The desire to learn the secret ultimately results in its destruction; the fervour of the exegete is ultimately his undoing.“
(Die Idee, sein Leben auf die wunschgesteuerte und leidenschaftliche Lektüre von Texten zu stützen, taucht im Roman Das neue Leben erneut auf, wenn Osman schließlich erkennt, dass Comics und das Einwickelpapier von Süßigkeiten keine verdeckten Hinweise enthalten, die auf mystische Weise zu einer ‚neuen‘ Realität führen, sondern nichts sind als Comics und Einwickelpapier. Der Wunsch, das ultimative Geheimnis zu entdecken, endet in seiner Zerstörung; dem Exegeten wird letztlich sein eigener Eifer zum Verhängnis.)
Aus der Sicht Almonds stellen Pamuks Romane die Frage, ob wir jemals in der Lage sein werden, die Dinge zu lieben wie sie sind, oder ob wir immer gezwungen sein werden, die Dinge mit Bedeutungen aufzuladen, die auf unbestimmten Hoffnungen beruhen, der Hoffnung auf einen Messias, die wahre Liebe, einen politischen Coup, einen besseren Staat. Pamuks Romane erzeugten eine Spannung zwischen der Schönheit der großen Träume und der Erkenntnis, dass die Wirklichkeit keine Zeichen für eine andere, bessere Welkt enthalte, keine Geheimnisse, keine Mysterien, keine verborgenen Schätze.
Ein weiterer Weg, das Buch mit Bedeutung aufzuladen, ist die große Zahl an Verweisen auf die großen Texte westliche und östliche Kultur und die Mischung dieser großen Ideen mit Merkwürdigkeiten des Alltags. Ian Almond sieht hier den Einfluss eines literarischen Konzepts von Borges, Banalitäten beziehungslos mit esoterischen Geheimnissen zu vermischen. So wie die vielfältigen Verweise auf die westliche Literatur den türkischen Leser verunsichern und mit einer kaum lösbaren Bildungsaufgabe beladen, so wird der westliche Leser mit den Bildungsgütern des Ostens, der islamischen Mystik, der symbolischen Geographie der Türkei, ihren Geschichten, Alltagserlebnissen und Warenwelten konfrontiert. Eine weitere ‚Spur‘, der der Leser nachgehen kann, sind die verdeckten Verweise auf Pamuks Roman Das schwarze Buch, aus dem sich das Konzept des „Neuen Lebens“ destillieren und interpretieren ließe. Aber wie auch dort sind die Verweise, Selbstinterpretationen, Denkanstöße, Märchen und Geschichten mit Vorsicht zu genießen. Die Interpretationen und Perspektiven widersprechen sich, teilweise werden irreführende Deutungen später als falsch vorgeführt und sind dann doch wieder richtig.
Kulturelle Mischung erscheint als Bauprinzip und als Thema des Buches, Interpretation als Erfordernis, als Gefahr und als Dummheit, die doch eine ungeheure Fleißarbeit voraussetzt. Der Leser steht in der Gefahr, in die Rolle Mehmets, des Freundes der schönen Canan, zu geraten, der nach unendlich häufiger Lektüre keinerlei Mut mehr zur eigenen Meinung besitzt, sondern wie ein mittelalterlicher Mönch, der sein Leben als Bibelkopist verbringt, das Buch wortgetreu immer wieder abschreibt. Der Umgang mit Koran, Bibel und Marx’ Kapital ist hier ebenso angesprochen wie das Verhalten des ratlosen Lesers, dem das Buch plötzlich zur erbarmungslosen Maschinerie wird, die ihn vor immer neue Fragen, Interpretationsprobleme und Widersprüche stellt, und ihn zu immer neuer Lektüre zwingt. Im Sinne von Umberto Eco und Italo Calvino ist die Bedeutung, die uns so irritiert, Produkt des Lesers, nicht Eigenschaft des Textes.
Am Ende des Romans wird das Buch, das Osman so fasziniert hat, völlig entmystifiziert. Es erweist sich als Produkt des fortschrittsgläubigen Onkels Rıfkı, eines verstorbenen Eisenbahners aus dem Umfeld Osmans, der es wesentlich aus Zitaten und Ideen aus 33 Büchern zusammengestellt hat. „Noch in der gleichen Nacht begann ich, die Bücher zu lesen. Und von diesem Moment an war mir klar, daß manche Szenen, manche Ausdrücke, manche Bilder des Neuen Lebens entweder unter dem Einfluss dieser Bücher geschrieben oder direkt aus ihnen übernommen worden waren. So zwanglos und geläufig, wie Onkel Rıfkı mit dem Bild- und Textmaterial von Tom Mix, Pecos Bill und dem Einsamen Sheriff für seine Kindergeschichten umgegangen war, hatte er auch auf diese Bücher zurückgegriffen, als er Das neue Leben schrieb.“ (303 f.) Es folgen verschiedene Beispiele für übernommene Zitate. Durch die Übereinstimmung des Titels des geheimnisvollen Buchs im Buch mit dem Roman Orhan Pamuks entsteht eine eigenartige Doppelbödigkeit und Selbstironie, die das postmoderne Schreiben zugleich demonstriert und entzaubert.

### Liebe und Melancholie

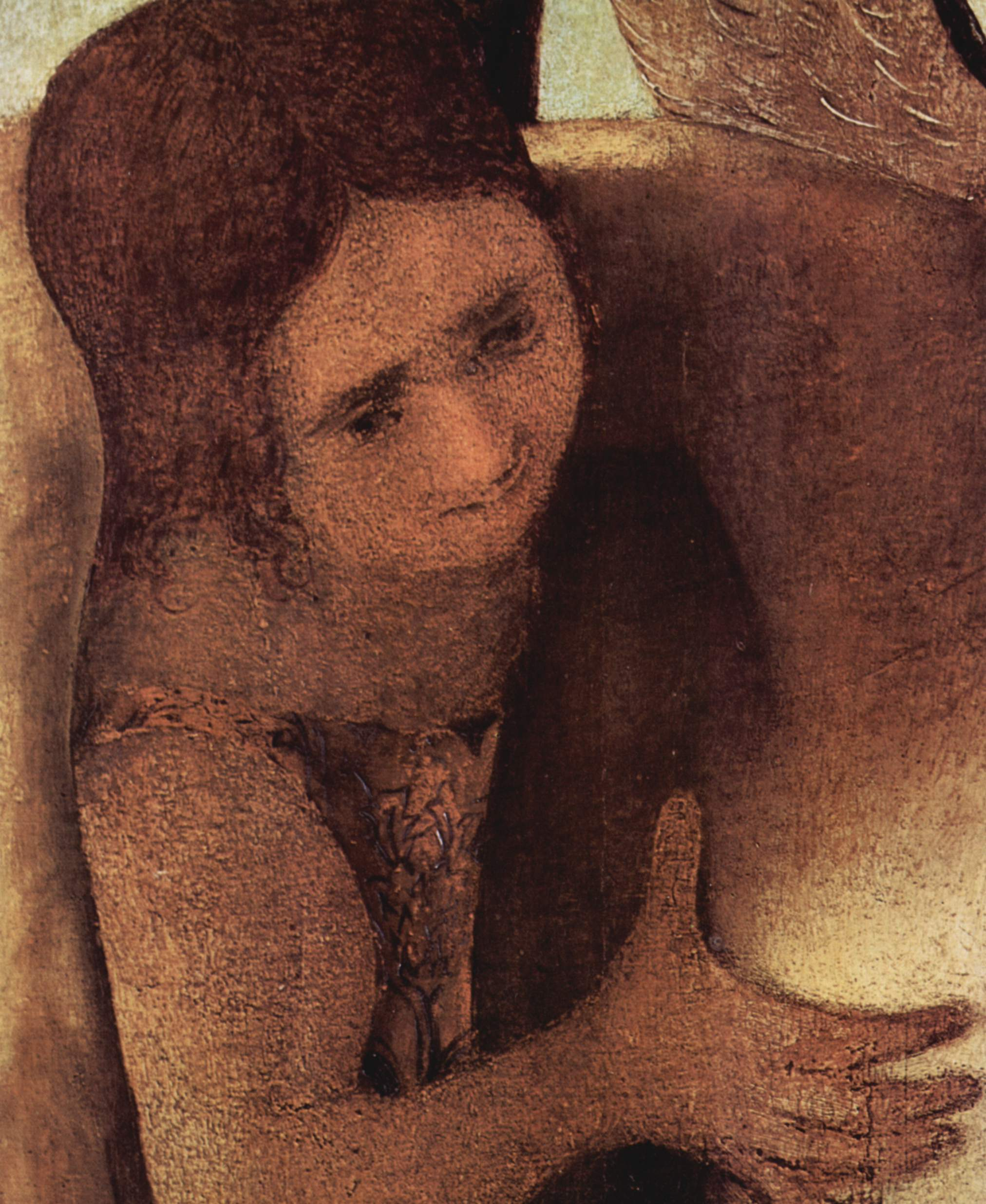
Antonello da Messina, Pietà mit drei Engeln (Detail)

„Liebe ist die Sehnsucht, einen Menschen heftig zu umschlingen, mit ihm am gleichen Ort zu sein. Sie ist das Verlangen, ihn zu umarmen und die ganze Welt auszuschließen. Sie ist das Sehnen des Menschen, eine sichere Zuflucht für seine Seele zu finden.
Sie sehen, ich konnte nichts Neues sagen. Trotz allem habe ich etwas gesagt! Ob es neu ist oder nicht, ist mir jetzt gleichgültig. … Was nützt es denn, um Himmels willen, den Mund nicht aufzumachen und kein einziges Wort zu sagen, während das Leben in seiner ganzen Erbarmungslosigkeit wie ein langsamer Zug an uns vorbeifährt und unsere Seele und unser Körper unterdessen zerfallen?“ (291)
„Am nächsten Tag verliebte ich mich“, beginnt der Ich-Erzähler das zweite Kapitel des Romans. „Wie das Licht, das mir aus dem Buch entgegenströmte, erschütterte mich die Liebe und bewies mir in aller Deutlichkeit, daß mein Leben längst aus der Bahn geworfen war.“(25) Die scheinbar zufällige Begegnung mit der schönen Architekturstudentin Canan, in deren Hand Osman das geheimnisvolle Buch zuerst gesehen hatte, erweist sich erst viel später als geplante Verführung. Canans Freund Mehmet eröffnet Osman, dass man die Leser des Buches systematisch verfolge und zu ermorden versuche. All das kann Osmans Entschlossenheit nicht mehr stoppen: „Ich ließ mich selbst zurück und lief ihr nach.“
So folgen denn Osmans faszinierte Blicke der schönen Canan, jetzt wie Dantes Beatrice bei der ersten Begegnung im purpurnen Gewand, um Zeuge eines Mordanschlages auf ihren Freund Mehmet zu werden.
Das eisige Fenster der Universität, durch das Osman die Ereignisse beobachtet, wird für ihn zum Symbol für die Grenze zwischen altem und neuem Leben, hinter dem Fenster des Busses im Moment des Unfalls am Ende des Romans sucht er das Gesicht eines Engels. Halbdurchsichtige Spiegel sind die Übergangsstellen zwischen Transzendenz und Alltag, die „Schwellen“, die es zu überschreiten gilt.
Die großen Gefühle Osmans für Canan und das Buch sind aber von Anfang an überlagert von Melancholie.
„All the books of Orhan Pamuk, in their own way, breathe certain sadness. Their plots are wandering and discursive, their tones reflective yet distant, their styles making curious use of an oxymoronically comic melancholy. … the tea-salons and bus-stations of lonely Turkish provincial towns in The New Life, … Perhaps most keenly of all, it is the endings of Pamuk’s novels that express this modern, post-Romantic version of melancholy, a sadness which seems to combine the pain of unrequited love with the with the discovery that there are no grand narratives – or, rather, that there are only narratives, stories whose only secret is that there is no secret, no supernatural source, no cosmic meaning beneath them. All three of the above novels end on similar moments of silence and indifferent resignation; … the glare of the headlights of the oncoming truck approaches the bus in The New Life … “
(Alle Bücher Orhan Pamuks atmen auf ihre jeweilige Weise eine bestimmte Traurigkeit. Ihre Handlung ist bestimmt von Irrwegen und Weitschweifigkeit, ihr Ton nachdenklich und distanziert, ihr Stil eigenartig geprägt von einer widersprüchlichen, komischen Melancholie. … die Teestuben und Busstationen der einsamen Provinzstädte in der Türkei in Das neue Leben … Vielleicht drückt der Schluss von Pamuks Romanen am deutlichsten diese moderne, post-romantische Version der Melancholie aus, eine Traurigkeit die den Schmerz unerwiderter Liebe mit der Entdeckung verbindet, dass es die Großen Narrationen nicht gibt – oder, genauer gesagt, dass diese nur Geschichten sind, Erzählungen, deren einziges Geheimnis ist, dass es kein Geheimnis gibt, keine übernatürliche Quelle, keine kosmische Bedeutung hinter ihnen. Alle drei oben genannten Romane enden in ähnlichen Momenten der Stille und gleichgültiger Resignation; … die blendenden Lichter des entgegenkommenden Lastwagens, die sich dem Bus nähern, in „Das neue Leben“ …)
Diese kollektive Melancholie, diesen Hüzün, sieht Pamuk als charakteristische Stimmung seiner Heimatstadt Istanbul. „Sie leidet nicht unter dieser Melancholie, weil die Melancholie die Sicht weich macht und Trost spendet.“ Melancholie erscheint als Weg, „würdevoll mit allen Rückschlägen des Lebens umzugehen“.

### Die Reise

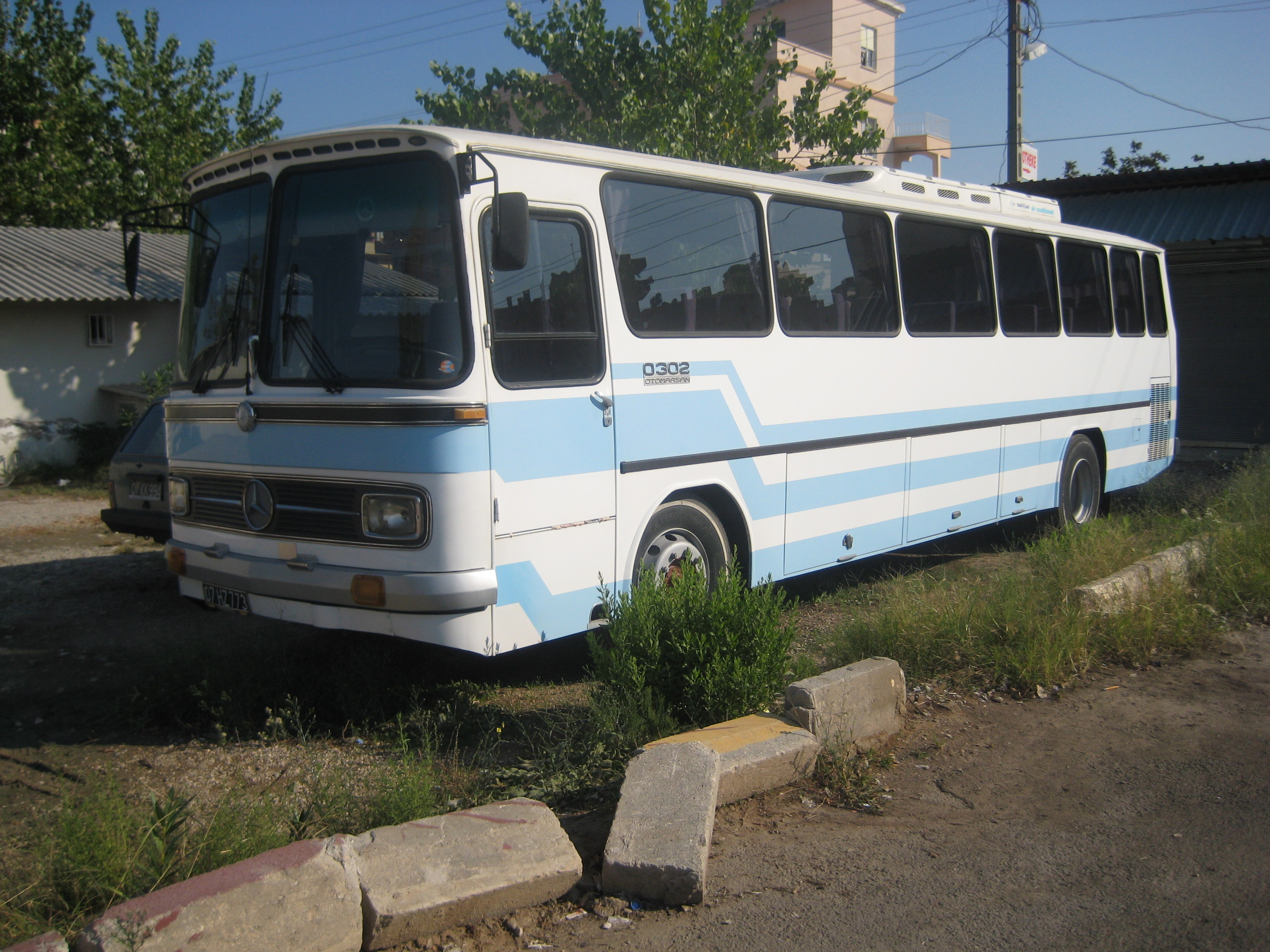
Alter Mercedes-Bus in der Türkei

Fasziniert von dem geheimnisvollen Buch und der Schönheit Canans macht sich Osman auf den Weg, verlässt die Mutter und gibt sein Studium auf. Er fährt mit dem Bus, dem „Fahrzeug des kleinen Mannes“ und entdeckt den Osten der Türkei, türkische Traditionen und Waren, die in der westlich orientierten Großstadt Istanbul längst vergessen sind.
„Orhan Pamuks »Neues Leben« ist ein Buch vom Reisen, und wie in allen »road novels« ist das Land wie eine heilige Schrift, die man ernst, aber unbefangen lesen muß, eine Lehre vom ewigen Kreislauf der Dinge. Man mag fahren, wohin man will, immer gibt es eine durchbrochene weiße Linie, die hinter dem Horizont verschwindet, und immer drehen sich die Räder des großen Automobils um sich selbst. Wenn man weit genug nach Osten reist, gerät man irgendwann in die großen Ebenen des Westens.“
Die Reise, die Osman antritt, um in die Welt der schönen Canan und in die die des Buches zu gelangen, gilt der Flucht vor zwei Realitäten: Sowohl der „falschen“ Realität des Fernsehens als offiziellem Wegweiser durch die gleichzeitig immer erst produzierte gesellschaftliche Realität, als auch vor der Welt der Mütter, der Frauen, die zu Hause eine gemütliche Welt als Fluchtpunkt für die in Vorrat halten, die sich der als bedrohlich erfahrenen Berufsrealität aussetzen. Stabilisiert der Fernseher diese soziale Funktion der Frauen/Mütter, macht seine unfassbare Langeweile erst erträglich, so stabilisiert die Welt der Mütter/häuslichen Frauen wiederum die irreale Welt der „draußen“ Lebenden, die wiederum, verzerrt, durch die Fernsehgeräte an den häuslichen Alltag angekoppelt wird.
Das Fernsehen wie das Buch übernehmen über die Funktion der Wirklichkeitsinterpretation hinaus zunehmend die Vermittlung menschlicher Kommunikation. Tante Ratibe sitzt im Winkel von 45 Grad zum Fernseher und bietet somit dem verstorbenen Onkel wie dem Besucher einen Co-Pilotensitz zur gemeinsamen Mensch-Maschine-Kopplung an.
Die Flucht aus den unauflöslich verkoppelten „Realitäten“ des Fernsehens und der Familie bleibt den Müttern rätselhaft; Mütter verstehen nicht, sie weinen, sagt Canan.
Mit dem Abschied von Istanbul verlässt Osman aber nicht nur die vertraute Fernseh- und Familienwelt, er reist auch in den von der Vergangenheit geprägten Osten der Türkei:
„Je weiter der Student den zivilisierten Westen hinter sich läßt, je abgelegener die Orte werden, desto tiefer scheint der Held in ein ursprüngliches Land vorzudringen. Aber lange noch bemerkt er die Neonschriften, die den Namen von Oberschulen verkünden, oder die alten Villen, die nun „Palasthotel Frohsinn“ oder „Palasthotel Komfort“ heißen. Er spürt den Waren der Vergangenheit nach, er bemerkt, wo die westlichen Limonaden noch nicht den türkischen Sprudel verdrängt haben, wo die Männer das alte „OPA“-Rasierwasser benutzen und wo die wollenen Handschuhe einen Filzeinsatz auf der Handfläche tragen. Die Aufmerksamkeit, die der junge Mann den kleinen Dingen zuwendet, gleicht dem Spürsinn, mit dem die islamischen Fundamentalisten jeden westlichen Markenartikel als Zeichen einer atheistischen Kulturrevolution verfolgen. Die wahre Wiedergeburt des Helden wäre das Wunder einer zurückgekehrten alten Welt.“
Die Abreise Osmans verändert seine Realität, indem sie ihr eine ungeheure Tiefe verleiht. Die Welt scheint sich zu verdoppeln, alles wird zu einem verflochtenen System von Zeichen, die aufeinander verweisen. Auf der Spur des Neuen Lebens folgt Osman gleichzeitig seiner Geliebten, die Uhren werden zur Metapher für eine bedrohliche Geheimorganisation, die sich wieder als überraschend real und doch mit der Welt des Buches verbunden erweist. Dabei sind die Beziehungen vielfältig, zum Teil bloße Ähnlichkeiten des Äußeren oder der Begriffe, zum Teil echte Verwandtschaften, etwa, wenn sich der Leiter der Geheimorganisation als der Vater Mehmets, Canans Freund, erweist.

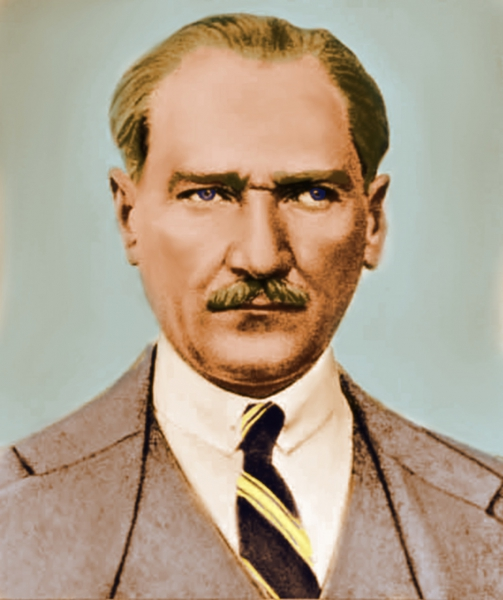
Kemal Atatürk um 1920

Die Alltagsgegenstände entpuppen sich als Zeichen für die andere Realität, scheinen aber gleichzeitig für bestimmte türkisch-osmanische Traditionen und Identitäten zu stehen.
Diese Identitäten werden von Pamuk von Anfang an ironisiert, ihre Reinheit als Täuschung erwiesen: So zeigen sich schon die Kinderbücher Onkel Rıfkıs als mit typischen Westernmotiven durchsetzt, ihre Geschichten als Darstellungen typisch türkischer Tugenden verbergen kaum ihre Herkunft aus den westlichen Idealen.
Die Fortschrittsideale Onkel Rıfkıs, repräsentiert durch Eisenbahnen, Kooperativen und aufklärerische Schriften, stehen für Atatürks angegrautes Projekt einer modernen westlichen Türkei. Die Bahnlinien als Symbole westlicher Modernität, der Ankoppelung an die moderne Ökonomie, die innertürkische Verbindung von Ost und West, werden nicht weitergebaut. Atatürk steht als stummer Zeuge auf den Plätzen der Provinzorte, verstaubt und voller Taubendreck und schaut auf die Monumente uniformierter, hässlicher Verwestlichung aus Beton wie ein Gefangener. Die Eisenbahn, die für Canans Mann für das Leben im richtigen Gleis steht, – man wohnt später im glücksverheißenden Deutschland in der Bahnhofstraße (299) –, erfüllt ihren Auftrag als Retter des Landes nicht.
Fast am Ende seiner Reise, als er erfahren hat, dass die Abbildung des Engels auf den Süßigkeiten seiner Kindheit keinerlei mystische oder religiöse Vorbilder hatte, sondern dem deutschen Filmstar Marlene Dietrich in dem Film Der blaue Engel nachempfunden war, gibt Osman seine Suche nach der wahren Welt hinter der falschen auf.
„Was sollte ich jetzt anfangen? Was ich erfahren mußte – was überhaupt nicht erfahrenswert war –, hatte ich erfahren und war am Ende aller Rätsel, die ich für mich erfinden konnte, aller Abenteuer und aller Reisen angelangt.“ (336)
Der Erzähler nimmt sich vor, sein Leben und die Dinge so zu genießen, wie sie sind, sein Familienleben, den Konsum, den Alltag. Er steigt wieder in den Bus und macht sich auf Richtung Heimat. Da endlich, hat er die esoterische Erscheinung, nach der er sich so lange gesehnt hat. Er sieht „den Engel an der rechten Vorderscheibe des Omnibusses […] dieses tiefe, einfache und starke Licht“ (345).
Schon auf seiner ersten Reise war Osman Schicksal in Form von Unfällen begegnet. Brutal und rücksichtslos brach die Realität über die Reisenden herein, die vor dem immer laufenden Fernseher im Bus vor sich hindämmerten.
„Irgendwann muß es einen Punkt geben, an dem es einfacher zu sein scheint, das andere Ufer zu erreichen. »Ich wurde von einem lauten Reißen und einer wuchtigen Kraft erschüttert, die an meinen Eingeweiden rüttelte, flog von meinem Platz, schlug gegen den Sitz vor mir, stieß mit Stahl- und Blech- und Aluminium- und Glassplittern zusammen, stieß wütig zu, wurde gestoßen, wurde zusammengestaucht. Im gleichen Augenblick fiel ich als ein vollkommen anderer nochmals zurück und fand mich selbst auf demselben Sitz im Omnibus wieder. Doch der Omnibus war nicht mehr derselbe … Durch die hintere Tür des Wagens stieg ich aus in den Garten der Nacht.« Endlos werden nun die Wiedergeburten; sie kommen plötzlich und mit Gewalt. An die Stelle des Schicksals, das den einzelnen erhebt oder vernichtet, ist der Unfall getreten.“
Jetzt, auf Osmans letzter Reise, muss er erkennen, dass das geheimnisvolle Licht in der Frontscheibe eine durchaus reale Quelle hat.
„Als ich mich instinktiv dem Fahrer zuwandte, sah ich, wie das Liche mit überwältigender Kraft die ganze Frontscheibe bedeckte. Zwei einander überholende Laster hatte, sechzig bis siebzig Meter entfernt, ihre Fernlichter auf uns gerichtet, kamen rasch näher und direkt auf uns zu. Ich erkannte, daß der Unfall nicht mehr zu vermeiden war.“ (346)
„Ich begriff, dies war das Ende meines Lebens. Aber ich wollte doch nach Hause zurückkehren, ein neues Leben beginnen, sterben – das wollte ich in keinem Fall!“ (Schlusssatz)
Die gleiche Motiv der Reise sowie eine ähnliche personale Konstellationen findet man in Das schwarze Buch. Auch hier, diesmal in Istanbul, sucht der Protagonist Galip eine neue Identität und ein neues Leben, verbunden mit der Recherche nach seiner Frau Rüya, die ihn verlassen hat und ihr Lebensziel mit einem anderen Mann erreichen will. Orientierung für Galips Wanderungen sind die Zeitungsartikel, sie entsprechen dem „Buch“, des Journalisten und Rivalen Celâl. Sie dienen ihm als Leitlinie durch das Labyrinth der Stadt mit ihren langen, in Märchen und Mythen zurückreichenden orientalischen Traditionen, u. a. der Mystik Mevlânas, und der Spannung zu den westlichen säkularisiert-rationalistischen, konsumorientierten oder sozialistischen Einflüssen. In dieser unüberschaubaren, heterogenen Welt suchen die Personen nach Zeichen für eine zweite, die wahre Existenz. So werden die Verschachtelungen und Endlosspiegelungen der von Celâl, Galip und andern Romanfiguren, in der Mise-en-abyme-Technik, erzählten rätselhaft verschlüsselten Geschichten zu Metaphern eines Lebens, in dem niemand er selbst sein kann. Es sei denn, der Leser füllt die schwarzen Seiten, die Leerstellen des Buches, phantasievoll mit seinen eigenen Erzählungen, ist sich jedoch bewusst, dass sie nur Variationen der Überlieferung sind.

### Einflüsse: Dante und die deutsche Romantik

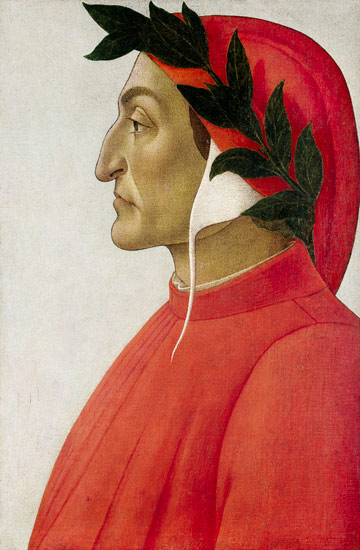
Dante Alighieri

Es ist diese verdeckte Mischung östlicher und westlicher Inspirationen und mystischer Bilder, die Pamuk fasziniert und das Lesen seiner Werke zu einer abenteuerlichen Reise zwischen Ost und West macht. Pamuk verwendet raffiniert Zahlenmystik und Farbsymbolik Dantes für seinen Zweck, modifiziert sie, gruppiert sie um.
„Der Buchtitel Das neue Leben stammt natürlich von Dantes Vita nuova. Das Wichtigste ist aber, daß Das neue Leben wie La vita nuova Reflexionen über die Liebe sind. Die Liebe als innere Erschütterung, das, was man im herkömmlichen Sinne als romantisch bezeichnet. Mein Roman handelt von elementaren Gefühlen, Gedanken, inneren Zuständen.“
Die mittelalterliche Liebesvorstellung, sich und sein Leben einer unnahbaren Geliebten zu widmen, findet sich dabei ebenso im Text wieder wie die erotischen Motive. Die Verschlüsselung erweist sich bei genauerem Hinsehen als äußerst komplex. Neben der spätmittelalterlichen Quelle Dante macht sich Pamuk auch die Deutung der deutschen literarischen Romantik und ihrer Verarbeitung der mittelalterlichen Motive zu eigen und verbaut Elemente daraus in seinem Buch, vor allem aus dem Heinrich von Ofterdingen von Novalis.
„Andererseits ist mein Roman aber auch von der deutschen Romantik beeinflusst, so von Novalis, von dem der Satz stammt: Philosophie ist die Suche nach einem Ort, an dem man sich zu Hause fühlt.“
Wie dort ist bei Pamuk das neue Leben nicht in der unmittelbaren, wenn auch symbolisch überhöhten Liebesbegegnung begründet, sondern in der Lektüre eines Buches, dessen Inhalt sich einige Leser in besonderer Weise zu eigen machen. Im Ofterdingen ist der Ausgangspunkt die Erzählung eines alten Mannes, die, obwohl viele sie hören, nur bei Heinrich die Lebenswende hervorruft. Dabei erscheint ihm die neue Lebensperspektive in Gestalt der sagenumwobenen blauen Blume. Trotz dieser Wendung zur Poesie als universeller Macht bei Novalis ist auch hier die Wirkung der Geschichte von Anfang an mit erotischen Motiven verknüpft: Die Strahl des Lichts findet sich bei Novalis als Wasserstrahl einer geheimnisvollen Quelle, die sich an den Körper des träumenden Heinrich schmiegt, als bestünde das Wasser aus gelösten nackten Frauenkörpern.
Die verdeckte erotische Motiviertheit der Lebenswendung ist bei Pamuk ebenfalls verarbeitet: Es ist die geliebte Canan, die Osman zum Lesen verführt, scheinbar zufällig und unschuldig-rein, in Wirklichkeit aber in absichtlicher Verführung, wie der Leser später erfährt. Dabei werden dem aufmerksamen Leser zwei Dinge deutlich: Erstens, dass Osman uns die Dinge quasi miterleben lässt und, obwohl er in der Vergangenheitsform erzählt, seine später erworbenen Informationen nicht verrät. Diese Erzählhaltung ist ein Spannungsmoment des Romans. Gefesselt an die Perspektive des Ich-Erzählers folgen wir ihm durch die verschiedenen Abenteuer, bis er schließlich, mit fließenden Übergängen zu Ausführungen, vermutlich des Autors, über seine Ästhetik, die Hintergründe des Geschehens aufdeckt.

### Spiegel und Engel – Inspirationen von R. M. Rilke

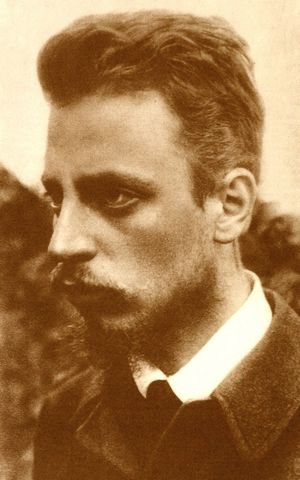
Rainer Maria Rilke um 1900

Das von Rilke übernommene Symbol des Spiegels verarbeitet Pamuk mehrfach: Als Gegenstand, wenn je nach Beleuchtung hinter und auf den Scheiben der Busse das eigene Gesicht, die Bilder der Außenwelt, die Engelserscheinung zu sehen sind. Gleichzeitig aber auch, wenn die Berichte anderer dem Erzähler die eigenen Erlebnisse aus anderer Perspektive schildern, den Besuch bei Tante Ratibe ebenso wie die erste Begegnung mit Canan. Wie im Spiegel tauchen die Ereignisse mehrfach auf. Die Spiegel erweisen sich aber als Zerrspiegel, jeder wirft ein anderes Bild der Wirklichkeit zurück.
Dabei ist die Realität der Alltagswelt von vornherein ebenfalls angekränkelt, einmal durch das Fernsehen, das Lebenslicht der Welt, durch das die Realität in die Wohnungen Istanbuls strömt. Die wirklichen Fenster und die Fernsehfenster sind dem Alltagsmenschen gleich real: So wie die Vorhänge nie ganz zugezogen werden, um nichts zu verpassen, was auf der Straße vor sich geht, so bleiben auch die Fernseher immer geöffnete Fenster, um den Kontakt zur durch sie hereinströmenden Realität und Lebensspannung niemals abreißen zu lassen, um nicht vor Langeweile zu platzen.
Ebenso stammt das Motiv des Engels von Rilke.
„Rilkes Bemerkung, daß der Engel in den Duineser Elegien mehr ein islamischer Engel sei als ein christlicher, hat mich sehr interessiert. Doch ich bin zu dem Schluß gekommen, daß diese Unterscheidung keine Grundlage hat. Die Engel in der islamischen und in der christlichen Welt sind mehr oder minder gleich. Diese Doppelgesichtigkeit der Wirklichkeit, die Welt einerseits von der Seite zu betrachten, wo die Sonne aufgeht, andererseits von dort, wo sie untergeht – sich auf die Suche machen nach diesem Dualismus und am Ende der Reise zu sagen, daß es ihn nicht gibt – das gefällt mir.“
Pamuks Engel sind aber nicht nur höhere Wesen aus einer anderen Welt, sie nehmen Gestalt an, „als Figur auf dem Deckel von Cremedosen, als Gesprächspartner des inneren Dialogs meiner Helden, als rätselhafte, mit der Liebe verbundene Gestalt oder auch als geheimnisvolles Antlitz auf persischen Miniaturen.“
Pamuk lässt sich von Rilke aber nicht nur in Bezug auf einzelne Motive inspirieren. Viel grundlegender ist der Einfluss von Rilkes 9. Duineser Elegie für das Schaffen Pamuks. Rilke ordnet hier dem Menschen die Aufgabe zu, die einfachen Dinge und das eigene Erleben in Worte zu fassen. Nicht die großen Ideen oder das Universum solle der Mensch in Sprache fassen, sondern sein Fühlen, sein Erleben, die einfachen Dinge.
„Preise dem Engel die Welt, nicht die unsägliche, ihm
kannst du nicht großtun mit herrlich Erfühltem; im Weltall,
wo er fühlender fühlt, bist du ein Neuling. Drum zeig
ihm das Einfache, das, von Geschlecht zu Geschlechtern gestaltet,
als ein Unsriges lebt, neben der Hand und im Blick.
Sag ihm die Dinge. Er wird staunender stehn; wie du standest
bei dem Seiler in Rom, oder beim Töpfer am Nil.
Zeig ihm, wie glücklich ein Ding sein kann, wie schuldlos und unser,
wie selbst das klagende Leid rein zur Gestalt sich entschließt,
dient als ein Ding, oder stirbt in ein Ding –, und jenseits
selig der Geige entgeht. – Und diese, von Hingang
lebenden Dinge verstehn, daß du sie rühmst; vergänglich,
traun sie ein Rettendes uns, den Vergänglichsten, zu.“
Diese Aufforderung, die einfachen Dinge und Erlebnisse zu erforschen, taucht im Roman sowohl bruchstückhaft in Dialogen und Gedanken der handelnden Personen auf als auch als literarisches Konzept, wenn Pamuk minutiös und phantasievoll einzelne Gegenstände des Alltags schildert und zum Leben erweckt. Wie Pamuk zeigt, ist „insbesondere eine Passage aus der neunten Elegie über die Bedeutung der Wörter, der Welt und des Lebens … Stoff der Monologe meiner Helden“.

### Politische Hintergründe
Orhan Pamuk sieht sich selber als Literaten, er hat „stets betont“, dass er „kein politischer Schriftsteller“ sei und dass er seine „Bücher nicht in den Dienst der Politik stellen“ wolle. Pamuk sieht die Politisierung seines Schaffens zum Teil begründet in der Erwartung des Westens an einen Schriftsteller aus einem Entwicklungsland, zum Teil in der politischen Lage in der Türkei:
„Ganz gegen meinen Willen bin ich in die Politik der Türkei hineingestoßen worden. Aber jetzt habe ich kein Recht, davor wegzulaufen und mich darüber zu beklagen, daß man uns im Westen politisch sieht. Ich würde mich lieber in meinen Elfenbeinturm zurückziehen, doch die politischen Ereignisse zwingen mich, Stellung zu beziehen.“
Der Roman Das neue Leben spricht denn auch in der hochkomplexen Form moderner Literatur (s. u. Paranoia und Verschwörungstheorie) eine Reihe aktueller Probleme der Türkei an:
- die Sehnsucht der jungen Generation nach einem anderen, besseren Leben,
- die Irrationalität der dafür herangezogenen Konzepte und Träume,
- die Todesbereitschaft und um die Todessehnsucht,
- den Realitätsverlust,
- die rasende Flucht vor der sinnentleerten Welt der Eltern mit ihren Fallen mütterlicher Geborgenheit und gleichzeitiger Ödnis und Leere
- die gescheiterten Hoffnungen der Elterngeneration auf eine Modernisierung der Türkei, wie sie im Roman durch Onkel Rıfkı und die Eisenbahnen repräsentiert werden, deren Ausbau aus unerfindlichen Gründen gestoppt wurde,
- die Brutalität politischer Morde, die, nur notdürftig als private Morde getarnt, selbst vorsichtigste Zukunftshoffnungen wie die des kemalistischen Onkels Rıfkı zunichtemachen.

Dargestellt wird die Brutalität, mit der ein Konglomerat aus Reaktionären, Traditionalisten und Regierungs-, Militär- und Polizeikreisen auf jedes Zeichen einer Veränderung reagieren, es geht um systematische Bespitzelung und breitangelegte Mordaktionen. Dabei gelingt es Pamuk, jede klare Parteinahme zu vermeiden. Seine wesentlichen Stilmittel im Umgang mit politischem und religiösem Fundamentalismus jeder Spielart sind dabei Ironisierung und Distanz.
„»Meine Scherze gehen allen Parteien in der Türkei auf die Nerven«, so Pamuk. »Ich mache Scherze über die Fundamentalisten, ihren Traditionalismus und ihre obsessive Religiosität, und dann mache ich Scherze über die sogenannten Kemalisten und ihre humorlose Engstirnigkeit. Natürlich fühlen sie sich provoziert und ärgern sich. Beide Parteien greifen mich an und wollen mich zugleich für sich vereinnahmen. Das Schreiben interessiert mich auch, weil ich provozieren will. Das Land ist geteilt zwischen den Säkularisten und den Fundamentalisten und ich möchte meinen Lesern zeigen, daß sie gemeinsam das Establishment in diesem Land bilden.«“
Die Frage der Interpretation von Realität, von Alltag, von Texten und Politik, die im Westen, wenn auch zunehmend weniger, als amüsantes Spiel erscheinen, wurden in der Türkei zur Existenzfrage. Der junge Marxist, der bei einer Studentendemonstration verhaftet, und von Staatsgerichtshöfen ohne viel Federlesen zu endloser Haftstrafe verurteilt wird, und vielleicht mit Glück sein Leben im Exil verbringt, der junge Kurde, der ganz einfach das Recht auf eine eigene Identität, das Recht auf das Wissen um die Geschichte der Unterdrückung seines Volkes fordert, und von wem auch immer niedergeschossen wird, der westlich orientierte Literat, der seinen Tod bei einem islamistischen Mordanschlag findet, der Drogenkurier im Dienste einer der zahllosen Organisationen, die die Zukunftshoffnungen der jungen Menschen für ihre Zwecke gebrauchen. Pamuks Roman untersucht die Frage, warum für so viele junge Menschen in der Türkei Bücher die Kraft haben, ihr Leben und die Welt zu verändern und sich riskanten Unternehmungen anzuschließen.
„Bücher an sich haben keine solche Kraft. Was den Büchern diese Kraft verleiht, sind unsere Erwartungen, unsere Wünsche, ist unser Wille, die Welt zu verändern. Vielleicht besitzen selbst das Kapital oder der Koran keine Kraft zur Umwälzung, stellen keine Bedrohung dar, aber irgendwo auf der Welt können diese Bücher zu einer großen Revolution führen. Oder zumindest die Initialzündung dazu geben.
Ich habe meine Jugend in einem Milieu verbracht, in dem die Menschen von den Büchern die Kraft zur Veränderung erwarteten. Die Türkei war in den siebziger Jahren eine polarisierte Gesellschaft. Es herrschte eine starke Erwartung, daß sich etwas veränderte. Eine apokalyptische Umsturzerwartung. Politisch kommen solche Sehnsüchte darin zum Ausdruck, daß ein Mahdi erwartet wird, ein Prophet, ein großer politischer Führer und Held, ja sogar ein terroristischer, ein militärischer Führer. Wo es derartige Unruhen gibt, sind Bücher und Schriften die Quelle ständiger Auseinandersetzung und Diskussion.“
Orhan Pamuk nimmt für kein Projekt Partei, nicht für die PKK und nicht für die Modernisierungspläne der Militärs, nicht für die Marxisten und nicht für die staatstragenden Parteien. Sein Werk ist vor allem eine Polemik gegen die großen Ideen, die den meisten dieser Auffassungen zugrunde liegen, und in deren Namen gemordet, gefoltert und verhaftet wird.
„Aus meiner Sicht hat sich die Literatur immer den großartigen Ideen, den großen Verallgemeinerungen widersetzt. Ich glaube, daß die Aufgabe der Literatur – falls es eine Aufgabe gibt – darin besteht, mit den großen Ideen zu spielen, die wir, ohne es zu merken, als gängiges Kleingeld in unseren Händen halten, sie vom Rande her wie eine Maus zu benagen, spüren zu lassen, daß sie nicht stimmen, und im Leser Zweifel an den ewig gültigen Meinungen zu wecken. … Das heißt, ich bin wütend über die Leidenschaft meiner Leser für große Ideen, über ihre paranoiden Neigungen, und deshalb erfinde ich eine Geschichte, die eben damit spielt.“

### Ost und West

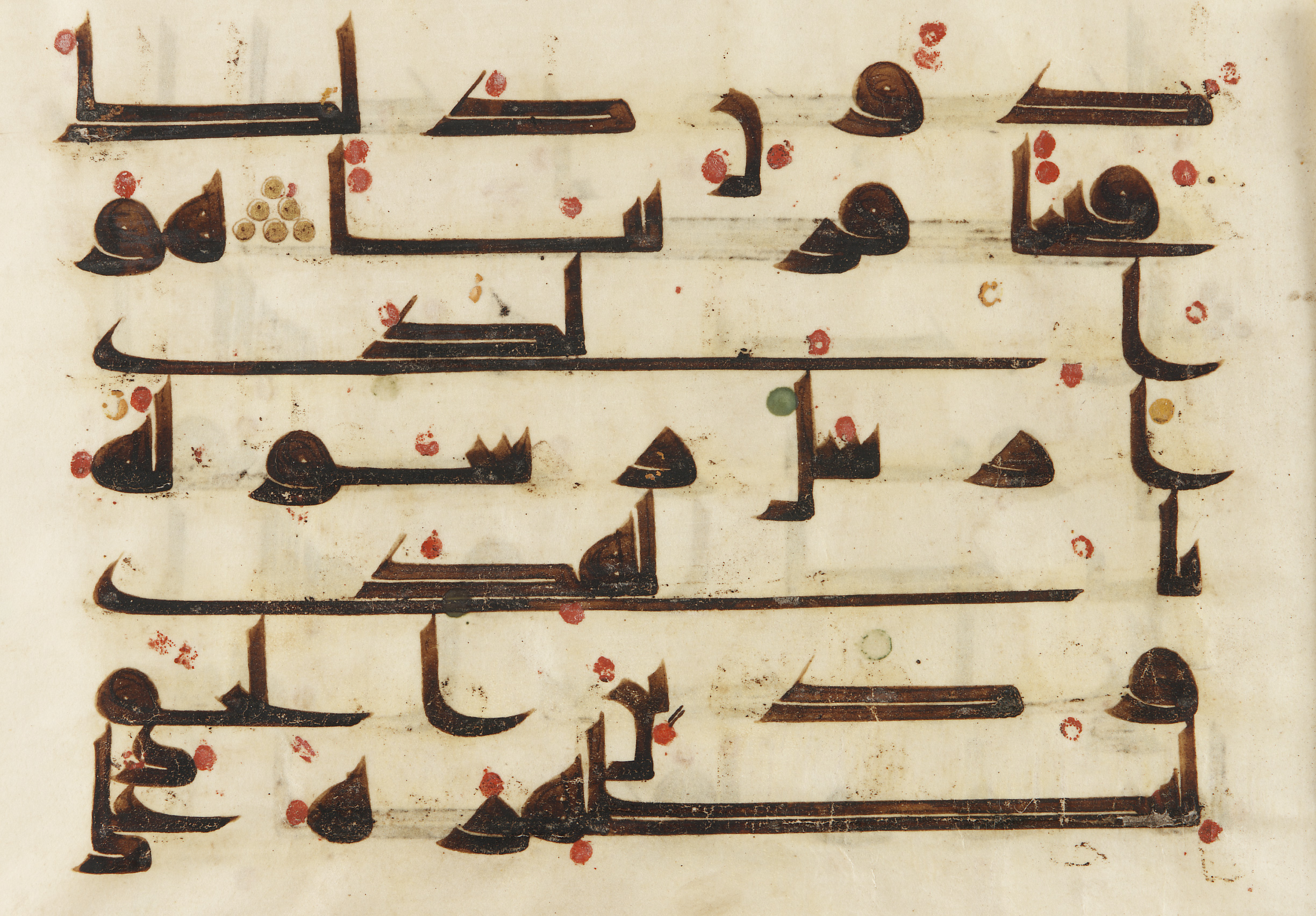
Seite des Koran aus dem 8. bis 9. Jahrhundert

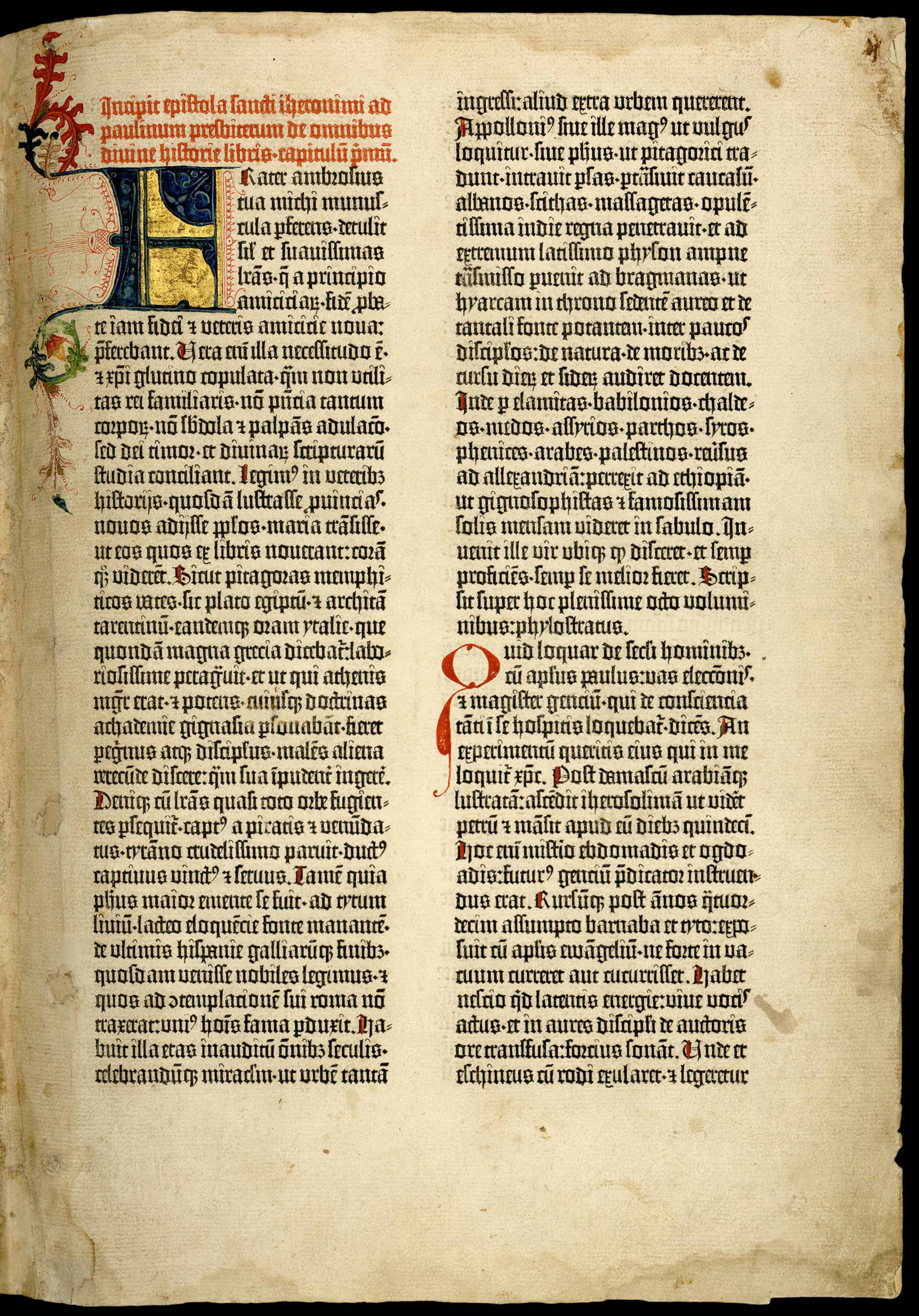
Seite der Gutenberg-Bibel

Bereits 1918 erschien in der Türkei unter dem Pseudonym Ziya Gökalp ein Werk unter dem Titel „Das neue Leben“. Der Autor, Mehmed Ziya, war einer der Ideengeber einer nationalistischen Reform der Türkei als säkularer Staat. Mehmed Ziya entwickelte das Konzept des Türkentums („Türklük“) als eigener Identität zwischen westlich und osmanisch geprägtem Selbstbild.
„Through his works, he initiated a discussion about the optimum appropriation of Western ideas of democracy, secularism, and political sovereignity in the new Republic to the advantage of the Turkish cultural identity. A clear delineation of Turks as an ethnic and a national group becomes the central concern of Türkçülüğün Esasları (Principles of Turkism, 1921) and Türk Toresi (Turkish Customs, 1922). … Gökalp was an intellectual who acknowledged Westernization as an essential parameter to measure development, yet unlike Atatürk he was not ready to turn his back completely on the Islamic heritage of Turkey.“
(Durch seine Werke eröffnete er eine Diskussion über die optimale Aneignung westlicher Ideen von Demokratie, Säkularismus und politische Souveränität in der neuen Republik zum Vorteil der türkischen kulturellen Identität. Eine klare Bestimmung der Türken als ethnischer und nationaler Gruppe war das zentrale Interesse von Türkçülüğün Esasları (Prinzipien des Türkentums, 1921) und Türk Toresi (Türkische Sitten, 1922). … Gökalp war ein Intellektueller, der Verwestlichung als wesentlichen Maßstab für den Fortschritt anerkannte, aber anders als Atatürk war er nicht bereit, sich ganz von der islamischen Herkunft der Türkei abzuwenden.)
Orhan Pamuk hat in Bezug auf den Ost-West-Konflikt zunächst als „herablassenden Stil“ des Westens kritisiert, wenn das Problem als die „Tatsache“ aufgefasst würde, „dass die armen Länder im Osten sich nicht allen Anforderungen des Westens und der USA beugen wollen.“ Wesentlich für das Problem seien die „Kluft zwischen Arm und Reich“ und der Frieden. In der Türkei selbst sei schon seit den letzten Osmanensultanen aufgrund der Niederlagen gegen den Westen die Haltung entstanden, „dass die Schuld an der Armut und Schwäche des Landes bei den Traditionen, den damaligen religiösen Organisationsformen und überhaupt der ganzen alten Kultur zu suchen sei.“
Für Orhan Pamuk ist der Prozess der Verwestlichung an sich „nichts Negatives …, aber etwas Problematisches, auch Schmerzliches. Mit dem kulturellen Wandel gingen Traumata und Identitätskrisen einher.“ Es entstehe aus der Schwäche der eigenen Kultur ein „Gefühl der »Scham«“, gleichzeitig aber als Gegengewicht ein „stolzer Nationalismus“.
„Diese Art von Scham, Stolz, Erniedrigung und Wut ist das Material, aus dem ich meine Romane forme.“
Im „neuen Leben“ wird die unauflösbare Verknüpfung der okzidentalen mit der orientalischen Kultur in der Türkei deutlich, die Verwechselbarkeit und Vermischung ihrer Symbole, Märchen und Geschichten. Pamuk selbst führt sein Interesse an der Frage der türkischen Identität auf seine Biographie zurück: „Ich wurde in der Illusion erzogen, mich in einem östlichen Land als Europäer zu fühlen.“ Seine Umgebung habe östliche Geschichte und Symbole verleugnet. Daraus entstehe das besondere Bedürfnis, seine Identität zu bestimmen. Dass die Intellektuellen mit dem Untergang des Osmanischen Reiches zunehmend westliche Kultur importiert hätten, sei nur natürlich, man übersehe dabei aber manchmal „Schmerzliches“, „Traumata, Identitätskrisen“. Anders aber als sein ganz von der westlichen Kultur begeisterter Vater gibt Pamuk an, er habe die rein säkulare Perspektive ab seinem dreißigsten Lebensjahr als einseitig empfunden. Gerade deshalb baue er Fragmente aus traditioneller Sufi-Literatur, aus orientalischen Märchen, gelebte und erinnerte Traditionen in seine Werke ein.
„Pamuk, whose novels include Snow, My Name is Red, and The New Life, explained the „doubleness“ of Turkey — how the country thrives on both modernity and the past, and how it is the meeting point of Islam and the West. But he was quick to say that the bridge across the Bosporous, as a metaphor for the connection of East and West, was a „very worn-out cliché.““
(Pamuk, dessen Romane Schnee Mein Name sei Rot und Das neue Leben das Doppelleben der Türkei erklärten und darstellten, wie das Land wächst zwischen Moderne und Vergangenheit, als Treffpunkt von Islam und Westen. Gleichzeitig zögerte er nicht mit dem Hinweis, dass die Brücke über den Bosporus als Metapher für die Verbindung zwischen Ost und West zum Klischee verkommen sei.)
Pamuk selbst hat die Spannung zwischen Moderne und der traditionellen Alltagskultur als zentrales Motiv für sein Schreiben dargestellt. Er zeigt gleichzeitig die Gefahr für die Autoren auf, die in der Türkei durch das Eintreten für eine Modernisierung in politische Konflikte gerieten und in Verbitterung oder gar Gefängnis endeten wie Nazim Hikmet.
„In the age of Westernization and rapid modernization, the central question—not just for Turkish literature but for all literatures outside the West—is the difficulty of painting the dreams of tomorrow in the colors of today, of dreaming about a modern country with modern values while also embracing the pleasures of everyday tradition. Writers whose dreams of a radical future propel them into political conflicts have often ended up in prison, and their plight has given a hard and embittered edge to their voices and their outlook.“
So wie die Romantiker in Deutschland um 1800 und im Angesicht der Französischen Revolution die universelle Poesie der Welt und die Einheit der Christenheit wiederzuentdecken suchen, so entdecken auch die islamischen Mystiker Persiens und des osmanischen Reiches die geheimen Bedeutungen der Dinge. So wie die rückwärtsgewandten Romantiker im europäischen Mittelalter der Kreuzzüge die wahren menschlichen Werte suchen, so die rückwärtsgewandten Türken in den Herrlichkeit der alten osmanischen Werte und der daraus resultierenden Macht und Identität.
Bei genauerem Hinsehen ist aber, so scheint Pamuk dem Leser verschmitzt mitzuteilen, sowohl im europäischen als auch im islamischen Mittelalter genau das Gegenteil zu entdecken: phantasievolle Träume vom neuen Leben, von Erotik und Schönheit, die die reaktionären Bilder ihrer späten und dummen Verehrer als Zerrbilder entlarven.
Apollinaria Avrutina von der Petersburger Universität vergleicht die Situation in der Türkei mit der Situation Russlands nach dem Ende der Sowjetunion. In beiden Ländern zwischen Ost und West werde schon der Konsum von Coca-Cola, des westlichen Symbolprodukts schlechthin – wie im „Neuen Leben“ dargestellt – zum Symbol des Abschieds von allen nationalen Gedanken und Gewohnheiten, in der Türkei repräsentiert durch die traditionelle Limonade „Budak“ wie in Russland durch den traditionellen „Kvas“. Avrutina sieht Pamuk gespalten zwischen einer prowestlichen Befürwortung einer Modernisierung der Türkei und der Ironisierung der Überschwemmung des Landes mit westlichem Klimbim, der die Städte und die Lebensgewohnheiten uniformiere.
So ist auch Pamuks Buchtitel „Das neue Leben“ nicht nur eine Anspielung auf Dantes Werk und ein kemalistisches Manifest, sondern bezeichnet zugleich eine türkische Bonbonmarke.
„»Das neue Leben«, heißt, wie wir im Lauf des Romans erfahren, eine türkische Karamelbonbonmarke. »Das neue Leben« ist auch der Titel von Dantes lyrischer Schilderung seiner Begegnung mit Beatrice: eine von den vielen und generös zitierten Quellen, aus denen sich Pamuks Roman speist. »Das neue Leben« meint aber zunächst und buchstäblich: die Verheißung einer radikalen Veränderung. Ausgelöst wird sie von einem Buch, von dem Buch. Es spielt in Pamuks Roman eine zentrale Rolle, ohne daß wir mehr als ahnen könnten, was in ihm geschrieben steht.“
Genau diese Mehrdeutigkeit der Begriffe und ihrer Bezüge ist kennzeichnend für das literarische Schaffen Orhan Pamuks.

### Literarische Techniken
Das Schreiben Orhan Pamuks stellt einen Bruch in der türkischen Romanliteratur dar, nimmt Abschied von dem sozialen Realismus von Autoren wie Yaşar Kemal. In seinem Roman „Das neue Leben“ verbindet Pamuk postmodern verschiedene Stile, literarische Epochen, westliche und östliche Gedankenwelten. Dabei knüpft er ebenso an moderne Formen des Bildungsromans an wie an lyrisch-romantische Formen, die er zugleich ironisiert und dadurch Distanz herstellt. Er schickt sich an, die literarische Form des modernen Romans für den Orient zu erobern, wenn auch spielerisch und ironisch gebrochen. Eine der meistzitierten Stellen aus „Das neue Leben“ bezieht ironisch Stellung zu dieser Eroberung.
„Abgesehen davon ist dieses als Roman bezeichnete moderne Spielzeug, diese größte Erfindung der westlichen Kultur, keine Tätigkeit für uns. Und wenn der Leser auf diesen Seiten meine brüchige Stimme vernimmt, liegt es nicht daran, daß ich von einer jetzt durch Bücher verschmutzten, durch umfangreiche Gedanken vulgär gewordenen Ebene aus spreche, sondern weil ich immer noch nicht herausfinden konnte, wie ich mich innerhalb dieses fremden Spielzeugs zu bewegen habe.“ (288f)
Diese selbstironische Einmischung des Autors in einer direkten Ansprache an den Leser gibt als Schreib- und Lesemotiv an, die schöne Canan vergessen zu wollen. Erst durch das vielstimmige Orchester der „verschiedenen Stimmen in meinem Kopf“, durch das Gefühl, „die nacheinander gelesenen Bücher flüsterten intensiv miteinander“ (289) sei das Leben zu ertragen gewesen. Dieses vielstimmige „Orchester“ (289) im Kopf passt zum postmodernen Schreibkonzept ebenso wie zur spätromantischen Selbstironisierung der großen Gefühle.
„Schönheit und Grausamkeit werden bei Pamuk im Geist romantischer Ironie versöhnt. Romantisch ist die Ironie, mit der sein Roman, wie manche Märchen von Hauff, Tieck oder E.T.A. Hoffmann, den Leser »an nichts und an alles erinnert.« Romantisch und ironisch mutet ebenso die Vielstimmigkeit der Genres an, die Pamuk in seinem Roman verarbeitet. Wie schon im „Schwarzen Buch“, seinem vorletzten Roman, mischt der Autor Motive der islamischen Mystik mit postmodernen Erzählstrategien und webt ins Muster eines gesellschaftskritischen Zeitromans lyrisch-ornamentale Ausdrucksformen ein. Nicht zuletzt zeigt sich Pamuk inspiriert vom deutschen Genre des Bildungsromans.“
Orhan Pamuk grenzt sein Schreiben ausdrücklich von „Formen des historischen Romans“ ab, die der Geschichte „Sinn“ verliehen, sie als „Fortschritt“ zum Besseren interpretierten und unterstellten, dieser Sinn könne dem Leser vom Autor vermittelt werden. Der historische Roman der Vorgängergeneration habe zudem zu Unrecht den Anspruch formuliert, der Autor verfüge über sämtliche Einzelheiten des historischen Geschehens und könne ’die richtigen Details’ präsentieren. Für verfehlt hält Pamuk zudem die Auffassung, die „spezifischen Probleme“ des historischen Geschehens seien zu „dramatisieren“, d. h. „als menschliche Auseinandersetzungen“ darzubieten. Pamuk setzt bei der Auseinandersetzung ganz auf die Kreativität des Autors, die andere Perspektiven eröffnen könne als die Geschichtswissenschaft.
„Es geht also nicht um die Gelehrsamkeit des Autors, sondern um seine Kreativität, nicht darum, inwieweit er Historiker, vielmehr, inwieweit er Erzähler ist. Wenn dies – bei einem Schriftsteller von Format – gut gemacht ist, vermittelt er uns das Gefühl, daß die Literatur eine Alternative zur Geschichte sein kann, daß man über die Geschichte hinausgehen kann. … Und die Kraft der Phantasie stellt eine wahre Alternative zur Geschichte dar.“
Die Figuren in Pamuks Roman stehen für Positionen, sie „zahlen, weil sie als Vertreter ihrer Kultur angelegt sind, mit einer gewissen Leblosigkeit …“, sie „sind eher allegorische Bildträger als Individuen.“ Im Roman baut Pamuk auf krasse Gegensätze, auf Konfrontationen und Zuspitzungen. Seine Figuren begegnen sich nicht freundschaftlich, sie geraten in immer neue, heftige Konfrontationen. Dabei ergreift der Autor weder die Partei der Modernisierer noch die der Fundamentalisten. Bei aller Faszination für die traditionellen Gewohnheiten und Waren präsentiert Pamuk ihre Verehrer stets ironisch oder rückwärtsgewandt und brutal. Aber auch die Rationalität der westlich orientierten Menschen erscheint als nicht fundiert, zweifelhaft, als halb verstandene Bewunderung für das Fremde.
„Meine Einstellung zur Literatur ist nicht die, daß ich ’auf einer Seite’ stehe. Das wäre für mich nicht essentiell. Einerseits bin ich Zyniker. Auf der anderen Seite nimmt aber auch mein Herz Partei, etwa für den Wert der traditionellen einfachen Dinge. Aber ich kenne auch die Konsequenzen einer solchen Einstellung; also betrachte ich die Dinge mit einem grausamen Zynismus. Deshalb mache ich den alten Herrn, der die kleinen Dinge verehrt, zynischerweise ein wenig zum Faschisten. Das Vergnügen beim Schreiben besteht für mich darin, grausam und zynisch zu sein. Aber ich gleiche das aus mit einer Poesie, die von Herzen kommt. So habe ich beides im selben Moment: die Schönheit und die Grausamkeit des Lebens.“
Um dem Leser die Vieldeutigkeit und die Metaphysik der äußeren und inneren Welt, die plötzlich auf Osman einströmt, nachvollziehbar zu machen, ja den Leser selbst in die Haltung Osmans hineinzuziehen, ihn zumindest vorübergehend der Realität zu entziehen und ihn für die Geschichte zu gewinnen, bedient sich Pamuk verschiedener Techniken: Oben wurde bereits darauf hingewiesen, wie Pamuk die zentralen Begriffe des Buches mit Bedeutungen und wechselseitigen Verweisstrukturen auflädt, und so die Lichter, die Fenster, das Buch, ja die Alltagsgegenstände zu einem komplexen System eigenartiger Bezüge und Scheinerklärungen macht.
„Dennoch habe ich nie auf das Doppelsinnige, das Undurchsichtige oder Dunkle beim Schreiben verzichtet. Mein Schreibinstinkt besteht darin, den Text mit neuen Bedeutungen, mit den Möglichkeiten von Zufall und Anspielungen zu bereichern. … Der Autor, der die Risse im Text, die eigenen Widerstandsknoten, inneren Regeln und Zufälle mutig angeht, wird dort einen neuen Kontinent entdecken, der aus Intensität, Kraft und Reichtum an Bedeutungen besteht. An diesem Punkt verwandelt sich der Text in Textur, die Geschichte ins Geflecht des Geschriebenen und beide ergänzen einander und hier beginnt das wahre und reine literarische Vergnügen.“
Dabei bleibt der Leser immer darüber im Unklaren:
- wie genau die einzelnen Begriffe zu verstehen sind; es gibt keine klaren Definitionen, die durch genaue Textlektüre zu gewinnen wären
- in welchem Verhältnis die Begriffe zueinander stehen, die Leitmotive „Licht“, „Engel“, „Buch“ etwa. Es ist nicht möglich, eine Mind Map, eine Karte der begrifflichen Zusammenhänge zu zeichnen. Nur dem jungen Arzt gelingt es und er gewinnt dadurch die Liebe Canans. Seine Interpretation, seine Karte ist aber mindestens ebenso dunkel wie der Text.
- ob die Verweisungszusammenhänge überhaupt nachvollziehbar oder Produkte eines gefährlichen Realitätsverlustes sind und ob man sich der Deutungswut Osmans nicht unbedingt entziehen muss, um nicht in Lebensgefahr zu geraten, wie Mehmet am Anfang des Buches meint.

Ein Mittel, die zentralen Begriffe des Buches zu verrätseln und mit Bedeutung aufzuladen, sind Paradoxien und suggestive Wiederholungen der Schlüsselbegriffe. Gleichzeitig erzeugen metaphorische Wendungen im Stil der Romantik eine bildhafte Vorstellung von der Kraft des Buches: Das Licht „sprüht“ (9, 10) aus dem Buch, es „sickert über die Schwelle des anderen Lebens“ (11), es strömt dem lesenden Osman entgegen (12). Der Leser gerät an die Stelle des interpretationswütigen Osman, der auf der Spur Onkel Rıfkıs das Gleiche tut wie der Leser mit Orhan Pamuk: Man sucht nach der geheimen Bedeutung des Lichts und des Buches. Am Ende des Romans vermischen sich bei den Leseransprachen die Stimmen des Erzählers und des Autors („Der sensible, meinen Abenteuern folgende Leser sollte aber nicht annehmen […]“, „Siehst du, Leser, und deshalb glaube nicht an mich […]“, „Man weiß inzwischen, nehme ich an, daß wir beim Erläuterungsteil unseres Buches angelangt sind.“) und die Verwirrung der Identitäten wird komplett, wenn Canans Geliebter Mehmet als Buchschreiber Osman in Viranbağ lebt und der Erzähler, nachdem er die verschiedenen Perspektiven, z. B. Alis, des „Vertreters mit gebrochenem Herzen“, Nahits oder der untergetauchten Mehmets, erlebt hat, als Agent Narins den Rivalen tötet. Das Buch entpuppt sich als Maschine, in die sich der Leser einkoppeln kann: als gefährliches Spielzeug, dem der Deutungswütige zum Opfer fällt.
Der romantische Traum vom universalen Verweisungszusammenhang, von der Rettung der Einheit der Welt, wird in der Moderne zum Alptraum. Gleichzeitig erscheint die Lösung der Begriffsrätsel und Sprachspiele als ungeheuer wichtig, als Frage von Leben und Tod, als einziger Weg zur Gewinnung einer sinnvollen Lebensperspektive, eines wahren Lebens im falschen.
Ein weiteres Mittel, den Blick des Lesers für die Realität hinter der Realität zu schärfen und ihn damit in die „Falle“ des Buches zu locken, ist die Verwendung vielfältiger verdeckter und offener, zum Teil im Buch offengelegter Referenzen auf kulturhistorische und kollektive Symbole. Das Foto der neunjährigen Canan „mit traurigem Kinderblick und ungewissem Lächeln“ in einem „niedliche[n], dem Westen abgeschaute[n] Engelskostüm mit kleinen Flügeln“ verweist auf Dantes literarische Hauptwerke Neues Leben und Göttliche Komödie. Der italienische Dichter begegnete seiner großen Liebe Beatrice im Alter von neun Jahren zum ersten Mal und war so fasziniert, dass er in diesem Moment ein neues Leben in sich fühlte.
Die als westlich erkannte Zahlenmystik der Neun, als deren Wurzel Dante die hl. Dreifaltigkeit bezeichnet, hat aber auch ihre östliche Referenz:

„Urwa berichtet auf Autorität von Aisa: Der Prophet heiratete Aisa als sechsjähriges Mädchen. Im Alter von neun Jahren wurde sie zu ihm gebracht. Und neun Jahre lang bis zu seinem Tod war sie seine Frau.“

Ein weiteres Mittel der Irritation ist die Engführung des Ich-Erzählers. Erzählt wird eng am Erleben der jeweiligen Augenblicks, der Erzähler scheint nicht mehr zu wissen als der Leser, viele seiner Einschätzungen und Deutungen erweisen sich später als falsch. So erscheint Osman die Begegnung mit Canan und die Entdeckung des Buches zunächst als reiner Zufall. Erst viel später wird Osman klar, dass sowohl die Begegnung mit der schönen Canan als auch die Entdeckung des Buches Folge einer geplanten Verführung war.
„»Der Zufall, den ich für das Leben selbst hielt, dem ich beglückt und von Liebe erfüllt entgegenging, war also ganz allein die Inszenierung eines anderen«, sagte der betrogene Held ….“ (198)

### Paranoia und Verschwörungstheorie
Einige Bücher Pamuks, z. B. Die weiße Festung, sind im Artikel über den Postmodernen Roman als Beispiele angeführt. Auch in Das neue Leben verwendet der Autor typische Merkmale dieses Genres: u. a. die im Werk Thomas Pynchons ausgeprägten Motive der Undurchschaubarkeit der Verhältnisse und Orientierungslosigkeit der Menschen sowie der dadurch entstehenden Paranoia mit Verschwörungstheorien.
Die gesamte Handlung des Neuen Lebens spielt in einer surreal anmutenden, traumatischen Welt, in die der Autor seine aus anderen Romanen bekannten personalen, gesellschaftsbezogenen (s. o. Politische Hintergründe) und ontologischen Themen projiziert. Die Protagonisten verlassen ihr altes Leben und reisen nach der Lektüre des verheißungsvollen „Buches“ auf der Suche nach einer neuen glücklichen Existenz durch die Türkei. Schließlich brechen sie desillusioniert ihre Erkundungen ab, wie der Erzähler Osman, finden sich mit dem Alltag ab, emigrieren, z. B. Canan mit dem jungen Arzt aus Samsun, oder flüchten in ein Phantasiereich.
Verbunden sind diese Veränderungen mit Identitätswechseln: Nahit, der Sohn Dr. Narins, trennt sich von seinem islamtreuen traditionsverbundenen Vater, übernimmt nach einem Busunfall die Identität des getöteten Jungen gleichen Alters Mehmet und taucht in Istanbul als Student unter. Später findet ihn der Erzähler in einer kleinen Stadt als Osman Bey. Seine Hauptbeschäftigung besteht nun darin, das „Buch“ immer wieder abzuschreiben.
Diese „Buch“-Leser und Sinn des Lebens-Sucher bilden keine geschlossene Gruppe, sondern einen lockeren Verband. Sie müssen sich tarnen und werben wie in einer konspirativen Organisation Gleichgesinnte nur in persönlichen Zweierbeziehungen. So wird im Milieu Istanbuler Studenten Canan durch Nahit/Mehmet und später der Erzähler durch Canan auf das „Buch“ aufmerksam gemacht und von deren Freund Mehmet gewarnt, Agenten seien auf ihrer Sprur und im Land des „Buches“ würden „Tod, Liebe und Schrecken in der Verkleidung verzweifelter Männer mit Waffen im Gürtel, gefrorener Miene und gebrochenem Herzen wie Gespenster ausweglos umherwandern und es sei falsch […], sich auch nur im Traum ein solches Land der Liebesleiden, der Hoffnungslosigkeit und der Mörder vorzustellen.“ Kurz darauf beobachtet Osman den Anschlag auf Mehmet. Er reist dann, um die rätselhaften Vorgänge herauszufinden, mit Canan durch die Türkei. Dabei entdecken sie die Hintergründe der Aktionen. Dr. Narin hat sich nach der Abwendung seines Sohnes von seiner am Koran ausgerichteten Weltanschauung in die paranoide Vorstellung einer „große[n] Verschwörung [aus dem Westen], gegen ihn selbst, seine Denkweise, […] gegen alles, was für dieses Land lebenswichtig sei.“ hineingesteigert und will nun die Abweichler aufspüren, überwachen und erschießen lassen. Zusammen mit den „Vertreter[n] mit gebrochenem Herzen“ (Kap 7), gescheiterten kleinen Geschäftsleuten, die der Modernisierungswelle nicht standhalten konnten und sich als Opfer der internationalen Konkurrenz fühlen, intensiviert er seinen Kampf, erweitert das Agentennetz und lässt Leser des gefährlichen „Buches“ und den Autor töten. Solche Konstellationen entsprechen Pamuks Beschreibung der „Türkei […] [als] ein Land, in dem sich allgemeine, fertige Theorien, paranoide Ideen sowie die Wahnvorstellung, dass alles mit allem zusammenhänge, eingenistet haben.“ »Die türkische Paranoia [sei] […] die politische Sprache, die Regierung und Schule verwenden. […] Die Botschaft laute[]: jeder ist unser Feind, alle haben sich gegen unser Vaterland verschworen. […] Türkische Paranoia mein[e] also eine Kette von Verschwörungen, in die wir glauben, verstrickt zu sein.« In diesem Kontext trifft eine Äußerung des Schriftstellers über „Die weiße Festung“ auch auf Das neue Leben zu: „[I]ch [habe] das Motiv einer Figur mit zwei Ichs auf ein ängstliches Land zwischen Ost und West übertragen […] – eine Angst, die die Türken fast zur Kunst erhoben haben.“
Auch der Erzähler selbst wechselt im Laufe der Handlung mehrmals seine Identität: Angestellter und Familienvater oder umherreisender Aussteiger. Unter dem Namen eines bei einem Busunglück gestorbenen „Vertreters mit gebrochenem Herzen“ Ali hat er sich mit Canan, welche die Rolle von dessen Frau Efsun Kara spielt, beim Gründer der Bewegung Dr. Narins, der ihn als seinen Adoptivsohn und Nachfolger sieht, eingeschlichen und erfährt aus den Agentenberichten auch die Geschichte seiner eigenen Anwerbung. Aus Enttäuschung über Canans Liebesverrat tötet er schließlich mit der vom Vater überreichten Pistole dessen unter seinem eigenen Namen Osman lebenden Sohn.
Der Roman endet mit der Dekonstruktion sowohl der Verschwörungstheorien als auch des geheimnisvollen Buches und verweist im Sinne des Konstruktivismus auf die Erfahrung persönlicher Wahrnehmung zurück: „Und so kam ich wieder auf den Gedanken zurück, der dem auf das Lehrbeispiel neugierigen Leser schon längst gekommen ist, nämlich daß ich vom Neuen Leben nur deshalb so tief beeindruckt war, weil mich die Bücher meiner Kindheit schon darauf vorbereitet hatten. Da ich aber wie die alten Meister der Parabel an das mir aufgestellte Lehrbeispiel selbst nicht glauben konnte, blieb die Geschichte meines Lebens ganz allein meine Geschichte, was meinen Schmerz nicht im geringsten milderte. Zu diesem grausamen Ergebnis, das in meinem Kopf ganz allmählich heraufdämmerte, war mein Herz schon lange gekommen“.
Als Dostojewski-Kenner dürfte Pamuk die Verschwörungs-Thematik auch aus den Dämonen bekannt sein: Wie im Neuen Leben herrscht, allerdings bei unterschiedlicher Bewertung der kontrastierenden Gruppen durch die Autoren, eine Spannung zwischen westlichen Reformern und Traditionalisten, die sich gegenseitig misstrauen (vgl. Ost und West): Im Russland des 19. Jhs. sehen sich viele durch die Ideen der Französischen Revolution beeinflussten Intellektuellen und Literaten ständig der Gefahr der Denunziation ausgesetzt und als Anhänger oder Sympathisanten von Verschwörungen verhaftet zu werden. Pjotr Stepanowitsch Werchowenski greift diese Unzufriedenheit auf und plant einen Umsturz des feudalistischen Systems und den Aufbau einer Gesellschaft gleicher Menschen. Sowohl bei Dostojewski als auch bei Pamuk werden die utopischen Ziele desillusioniert: Wie Werchowenski betreibt der Erzähler Osman für seine private Rache ein Doppelspiel und tötet Canans Liebhaber. Werchowenski zeigt seinen Vater Stepan Trofimowitschs beim Gouverneur als Anführer der revolutionären Bewegung an und erzwingt den Zusammenhalt seiner Anhänger dadurch, dass sie aus Angst vor der Geheimpolizei gemeinsam den angeblichen Denunzianten Schatow, der sich von der Gruppe trennen möchte, hinrichten. Dostojewski will an diesem Beispiel die Gefahr nihilistischer, von bösen Geistern beherrschter Terroristen demonstrieren. Bei Pamuk wird dagegen die Wahnvorstellung eines Fundamentalisten fokussiert. Beide Romane entlarven die Verschwörungstheorien am Ende als Konstruktionen, die allerdings in ihrer zerstörerischen Wirkung von den betroffenen Figuren nicht durchschaut werden.

## Text
- Orhan Pamuk: Das neue Leben, Originaltitel: Yeni Hayat, aus dem Türkischen übersetzt von Ingrid Iren, Roman, München, Wien (Carl Hanser Verlag) 1998, 347 Seiten, ISBN 3-446-19289-1
- Orhan Pamuk, Yeni hayat, Band 27 von Çağdaş Türkçe edebiyat, Band 304 von İletişim Yayınları, İletişim 1994, 280 Seiten, ISBN 978-975-470-445-7